# 織田信長
織田信長（日语：／ Oda Nobunaga，1534年6月23日—1582年6月21日）是活躍於日本戰國時代至安土桃山時代的大名，於1568年開始至1582年逝世前，為掌握日本政治局勢的領導人，推翻了名義上管治日本逾200餘年的室町幕府，使從應仁之亂起持續百年以上的亂世步向終結。在日本歷史上，與臣下豐臣秀吉、盟友德川家康兩人並稱「戰國三傑」。
織田信長於1534年在尾張國（今愛知縣西部）勝幡城出生（另有生於那古野城一說）。幼名吉法師，通稱三郎。在父親織田信秀死後，以嫡長子身分繼承家督。在國內爭亂中打敗同母弟信行（別稱信勝）、清洲城主織田信友、犬山城主織田信清和岩倉城主織田信安尾張分家等勢力，成功統一尾張。於擊破周邊敵對勢力三河今川氏與美濃齋藤氏與南近江六角氏後，與三河德川家康、北近江淺井長政結盟，確保暢通進京之路，擁立足利義昭為將軍上洛（到京都）。
之後足利義昭與信長為敵，下令給武田氏、淺井氏、朝倉氏、比叡山延曆寺、鈴木雜賀眾、石山本願寺等勢力，組成第一次信長包圍網。信長逐一消滅各個敵對勢力，瓦解了包圍網，並放逐義昭。正當信長掌控近畿全境和甲信一帶、逐漸把勢力由近畿一帶擴展至中國地方和越後一帶時，於1582年（天正十年）遭家臣明智光秀背叛、在僅有百名近侍的情況下被光秀超過一萬人的部隊包圍於本能寺（本能寺之變），最終自盡、享年49歲。屍首下落不明，通說是遭大火焚毀。

## 生涯

### 出生

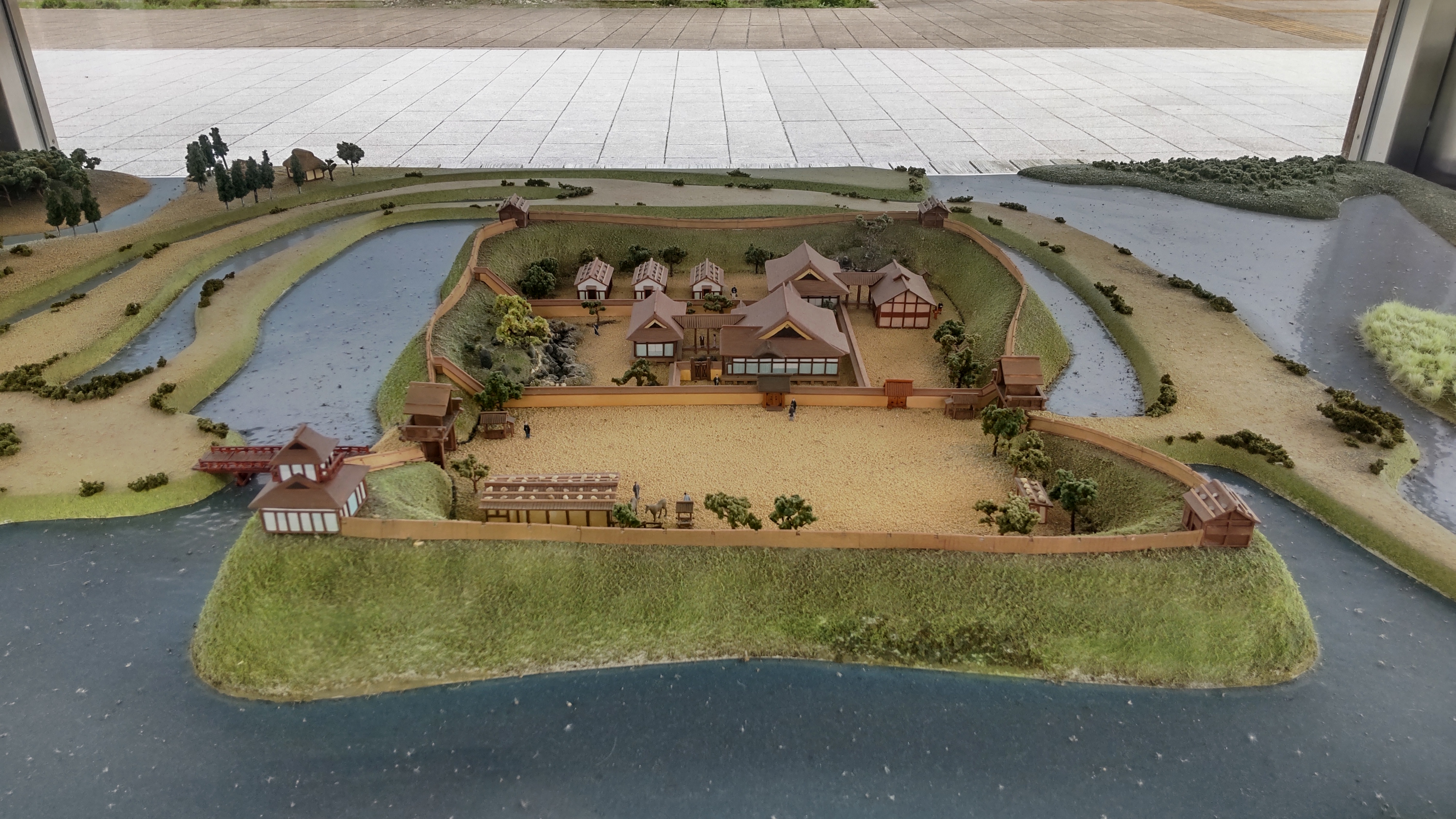
勝幡城推定復元模型

信長，幼名吉法師，1534年6月23日（天文三年五月十二日）出生於尾張國那古野城（今愛知縣名古屋市中區）。另有意見認為，信長出生當年，那古野城尚未落入其父親織田信秀手上，因此出生地應為勝幡城。父親信秀是織田彈正忠家的當主，信長為家中次男（一說為三男）。生母是信秀正室土田御前是為嫡長子。同母弟有織田信行（信勝）、織田信包和織田秀孝。
當時的「織田彈正忠家」是尾張國的守護大名斯波氏的被官、下四郡守護代織田大和守家分家後的旗下清州三奉行之一，後來信秀安排吉法師以那古野城為居城。

### 尾张的大傻瓜
少年時代常有荒誕不羈的行為，在外人眼中極不檢點，被周圍的人嘲為「尾張的大傻瓜」。亦有說信長不拘泥於身份地位，和平民的年輕人一起玩耍。信長從少年時代開始向不同的導師學習弓術、鐵炮、兵法等軍事知識。早晚練習馬術，春至秋季學習游泳。在一次槍兵演練的時候，將三間長的長槍改良成三間半（約6.3米）。
1546年（天文十五年），信長十三歲，在古渡城行元服禮之後，正式改稱「織田三郎信長」。信長首次出征（初陣）帶了幾個人到三河國的吉良大濱率領軍隊在城下町放火。
1547年（天文十六年）三河田原的戶田康光背叛今川家投奔織田家時，戶田將松平竹千代（即日後的德川家康）送往織田家作为人质，儘管當時年少的信長和成為人質的松平竹千代差了九歲，但是一起度過了两年少年時光。
地處尾張的織田與鄰國美濃的齋藤鏖戰不斷，1547年（天文十三年。一說1544年）宿敵美濃國戰國大名齋藤道三曾經在加納口之戰中大敗織田信秀。織田氏家老平手政秀提出與齋藤道三的女兒歸蝶（又名濃姬）的政治聯姻策略，平息了兩國間的戰火。

### 繼任家督、統一尾張
1551年（天文廿年，一說1552年），織田信秀在尾張尚未統一又有強敵今川義元的內憂外患下，在末森城因流行病猝死。身為嫡長子的織田信長因而繼承家督。在信秀的葬禮上，信長不顧禮儀，對父親的佛龕投擲抹香而引來議論。
織田信秀死後，1552年5月10日（天文廿一年四月十七日），鳴海城城主山口教繼向今川義元投誠，背叛織田家。信長率領800人出兵討伐，鳴海外派出山口教吉出兵迎戰，這是信長的歷史記載的首場戰爭，即赤塚之戰。這場戰爭雙方仍未分清敵我下造成混亂，更出現誤殺友軍的情況，結果這戰爭打成平手，戰後將對方的戰俘及軍馬交換退兵返城。

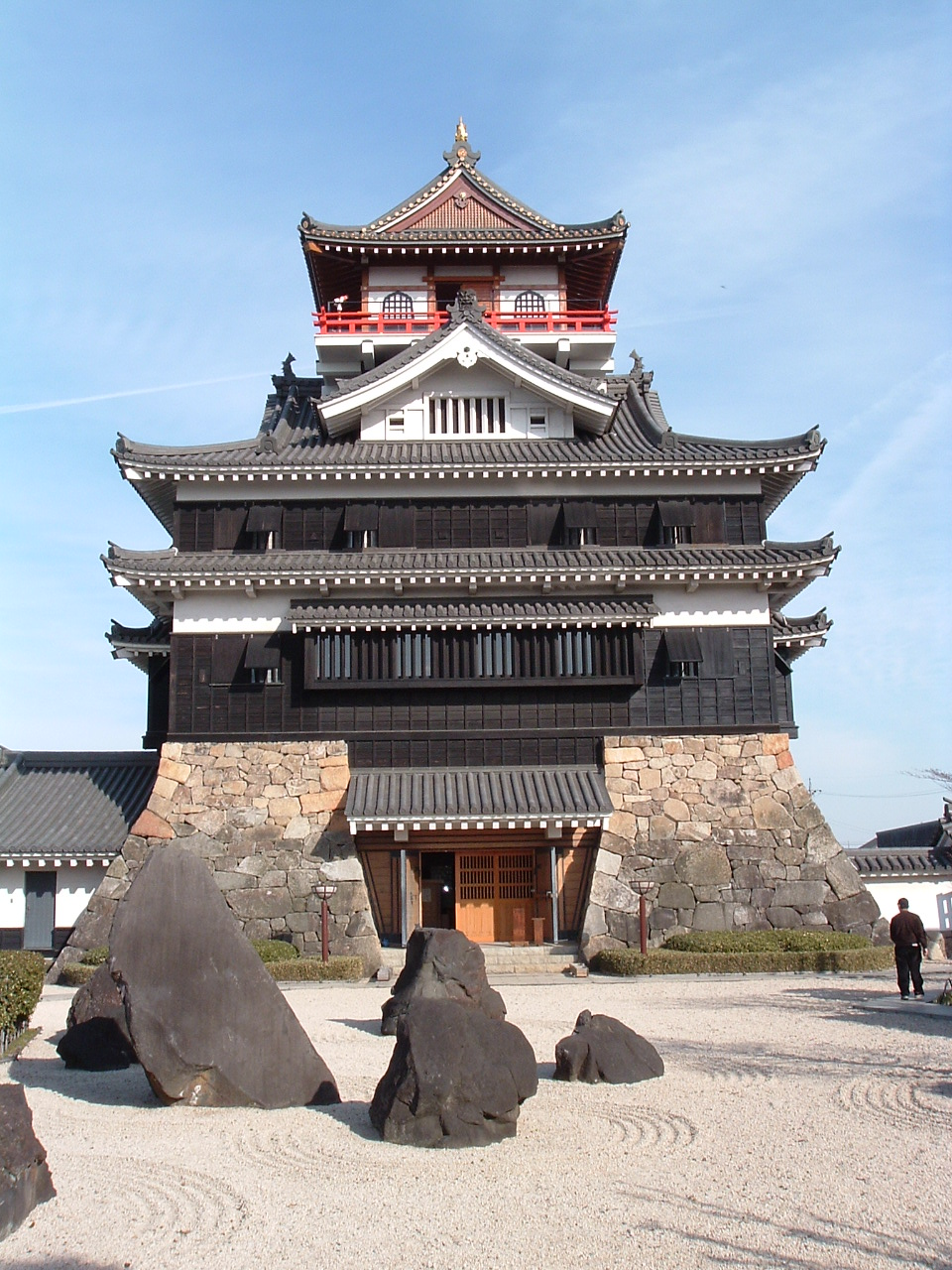
織田信長根據地尾張國的清洲城

1552年（天文廿一年）8月，清洲城的坂井大膳、坂井甚介、河尻與一、織田三位等合謀攻打松葉城。信長在萱津大敗信友重臣坂井大膳的部隊，攻下了深田及松葉兩城，史稱萱津之戰。
1553年（天文廿二年），負責教育、照顧信長的平手政秀為了勸諫信長的奇行而切腹自盡。信長為此感到悲嘆，找來澤彥和尚建立了政秀寺來悼念政秀的亡靈。不過，關於政秀的切腹，有一說是政秀並非為了死諫信長而是因为和信长的政治斗争。
同年四月下旬，信長在正德寺與岳父齋藤道三會面，當時美濃國國人將信長稱為「傻瓜」。道三在信長前往正德寺途中，躲在小屋觀察對方的行列。當時信長衣冠不正，身邊的七、八百人隊伍帶著五百挺弓鐵炮。到了正德寺，信長換上整齊的服裝，令身邊的人感到驚訝。道三和信長結束會談後，對自己的家臣说：「將來我自己的孩子必定會在這個『傻瓜』的門前繫馬。」從此之后斋藤道三成为织田信长有力的支持者。
1554年（天文廿三年），在村木砦之戰擊破今川軍。
隨著尾张國守護斯波氏衰落，实权落在下四郡守護代织田家大和守织田信友及其家臣坂井大膳手中。斯波义统的家臣簗田彌次右衛門與信長密通，信長得到內應，出兵攻打清洲城，但無功而還。1554年8月10日（天文廿三年七月十二日），清洲城的坂井大膳等人趁守護斯波义统的兒子斯波义银外出打猎时，圍攻守護邸将义统刺杀。斯波义银投奔到信长的庇護下。隨後，柴田勝家在安食之战中重創清洲軍。信长协同叔父、守山城主织田信光用謀略逼殺织田信友，奪得清洲城。从此作为织田家旁支出身的信长正式成了织田家首领，将居城移到清洲城并成为尾张守护。坂井大膳逃亡到今川氏，即清洲之戰。之后织田信光神秘地去世
從很久以前就對信長行為不滿的重臣林秀貞、林美作守（秀貞之弟）、柴田勝家等人，打算廢掉信長而改立信長親弟弟信行為織田家主君。1556年（弘治二年），信長的岳父齋藤道三在長良川之戰中戰死。信長失去岳父的支持，信勝派（即擁護織田信行者）認為這是攻擊的好機會，於同年9月27日（八月廿四日）舉兵和信長對抗，但以落敗告終，林美作守戰死，史稱稻生之戰。隨後信長包圍了守末森城不出的信行，經由親生母土田御前的斡旋下，赦免了信行、勝家、林秀貞等人。1557年（弘治三年）信行再度企圖謀反。信行的家臣柴田勝家對信長密告此事。信長知道後假裝生病，將信行騙到清洲城，派河尻秀隆成功殺掉信行。。
接著信長與同族犬山城主織田信清等，在浮野之戰中擊敗清洲織田家的宿敵織田一門宗家的四郡守護代織田信賢，並放逐之（浮野之戰）。而被立為新守護的斯波義銀，卻和斯波一族的石橋氏、同為足利一門的吉良氏密謀討伐信長，察覺到此事的信長，則將義銀放逐至斯波氏宗家至京都。信長在1559年（永祿二年）掌握了尾張國大部分地區的支配權，但南尾張的大高城、鳴海城仍屬於今川家佔領，而海西郡的服部黨也仍有很強的獨立性，與今川家交好。
1559年3月10日（永祿二年二月二日），信長帶著丹羽長秀、金森長近等八十人突然上洛，謁見室町幕府十三代将軍足利義輝。義輝將尾張守護斯波家（武衛家）的邸宅改修給他住。在京都逗留期間有刺客企圖暗殺，但被信長察覺，終告失敗。

### 桶狹間之戰

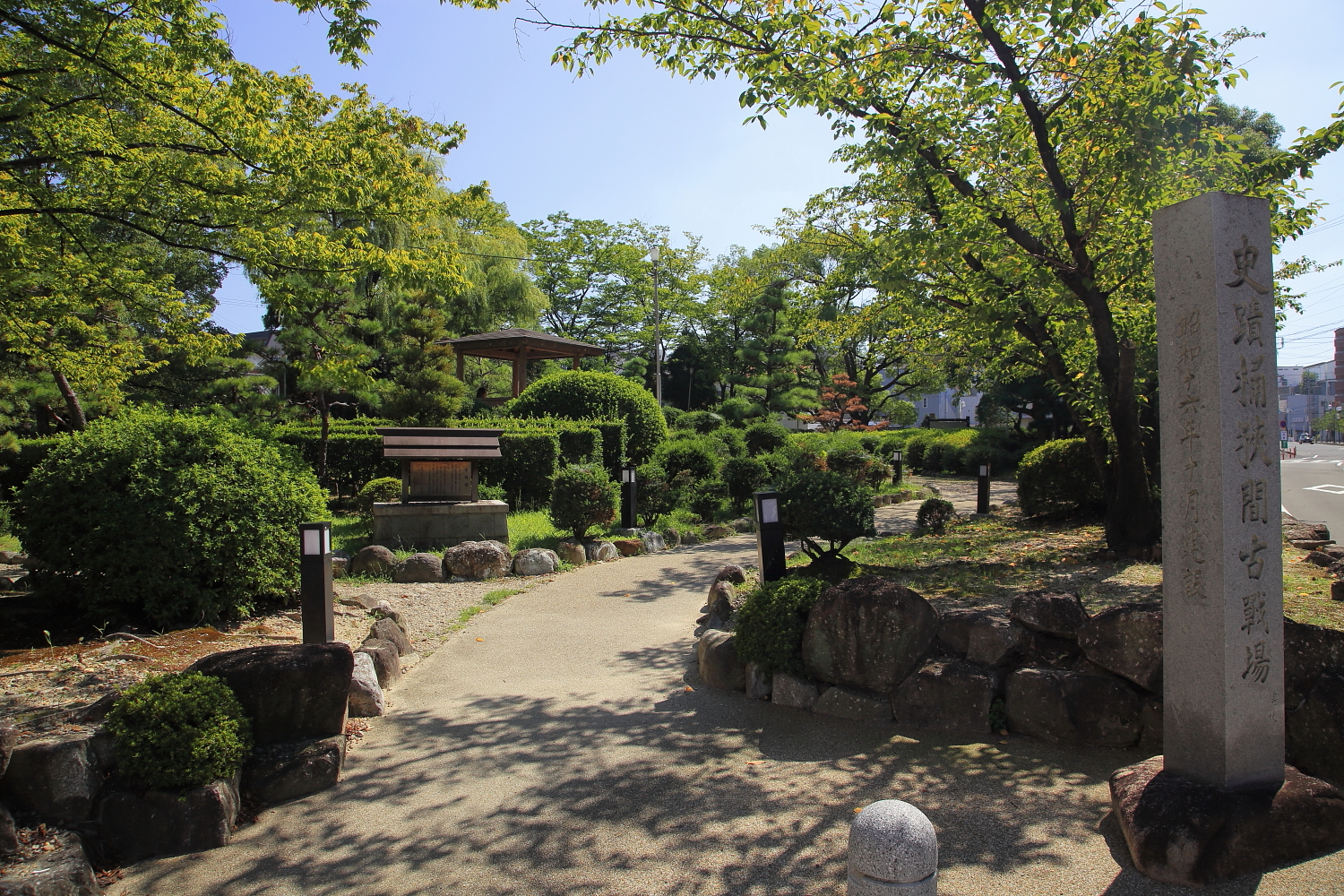
桶狹間古戰場傳說地（愛知縣豐明市）

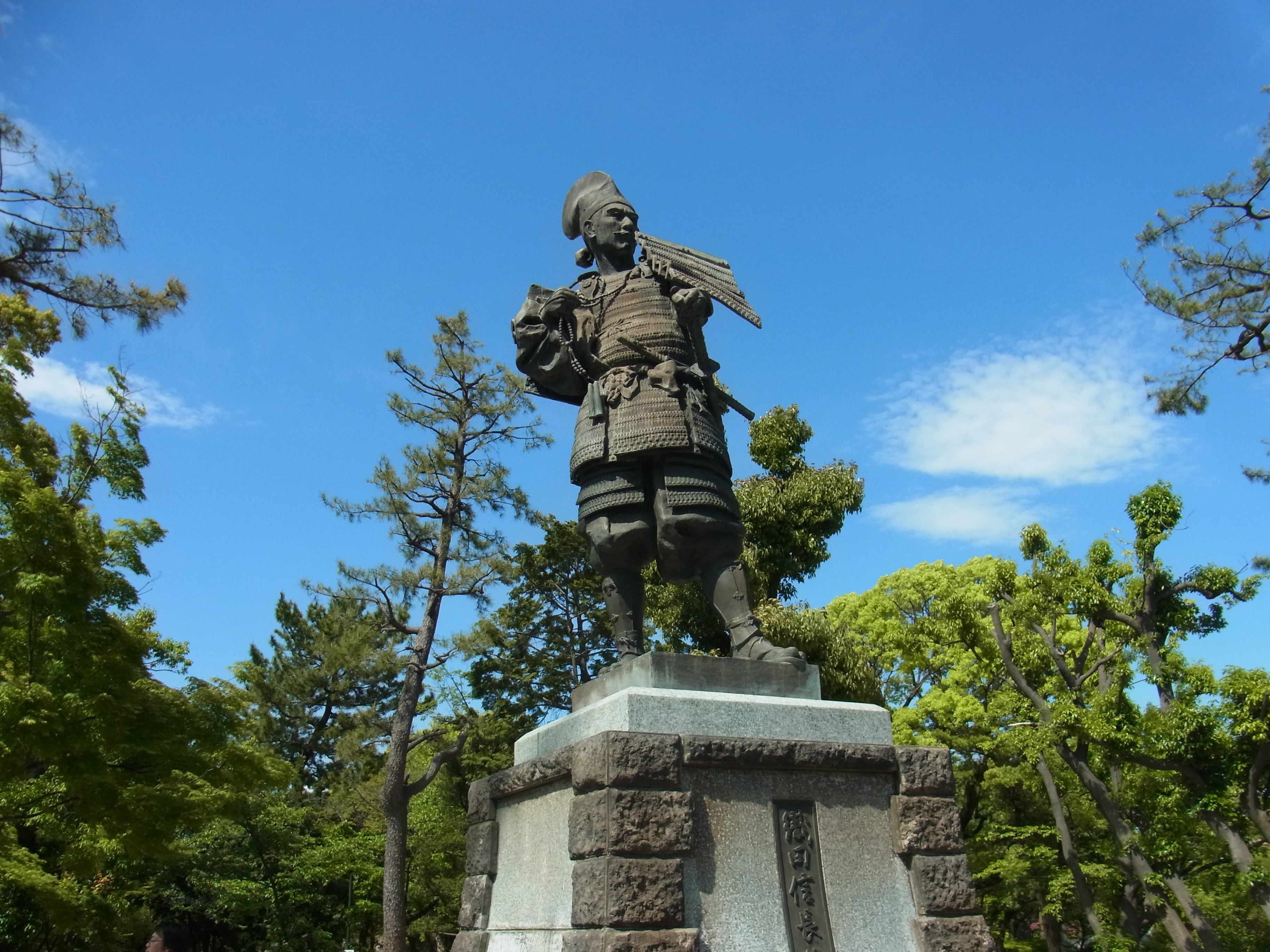
位於清洲公園的織田信長公像

信長完成尾張統一的翌年，1560年6月（永祿三年五月），支配駿河、遠江，以及分國三河的戰國大名今川義元率領25,000大軍逼近三河和尾張邊境。尾張國織田信長的總兵力約3,000人。今川軍以松平元康（後德川家康）率領三河兵作先鋒攻打織田軍的城砦。
面臨織田家危機，1560年6月11日（永祿三年五月十八日）晚上，信長在軍議上和家臣閒話家常，沒有表明對策。次日6月12日（五月十九日）黎明時份，信長得知鷲津砦與丸根砦正受到今川軍攻擊後，立即召集兵員出陣。依據《信長公記》以及《桶狭間合戰記》的描述，信長在此時跳起了幸若舞《敦盛》。當信長帶兵進入善照寺砦時，鷲津與丸根兩砦已經陷落，而今川義元本隊則在桶狹間山紮營休息。信長不理家臣反對，繼續進兵至中島砦，並在此發出攻擊義元本陣的命令。此时信长所率军队不满两千人，在雨后突击义元本阵。最後由信長的馬迴眾之一的毛利新助取得今川義元首級。此戰後來稱為桶狹間之戰。

### 織德同盟
桶狹間之戰後，今川家勢力日漸衰退。因此，原先受今川氏支配的三河國的松平元康趁機脫離今川家。信長為了攻略美濃，元康為了警戒甲斐的武田信玄以及駿河的今川氏真（義元的嫡男），雙方在1562年（永祿五年）締結盟約，是為清洲同盟。織田信長與德川家康相互約定一人往東一人往西，平分天下，清洲同盟一直保持了二十年，在戰國時代是為數不多且保持友好的同盟。

### 攻略美濃

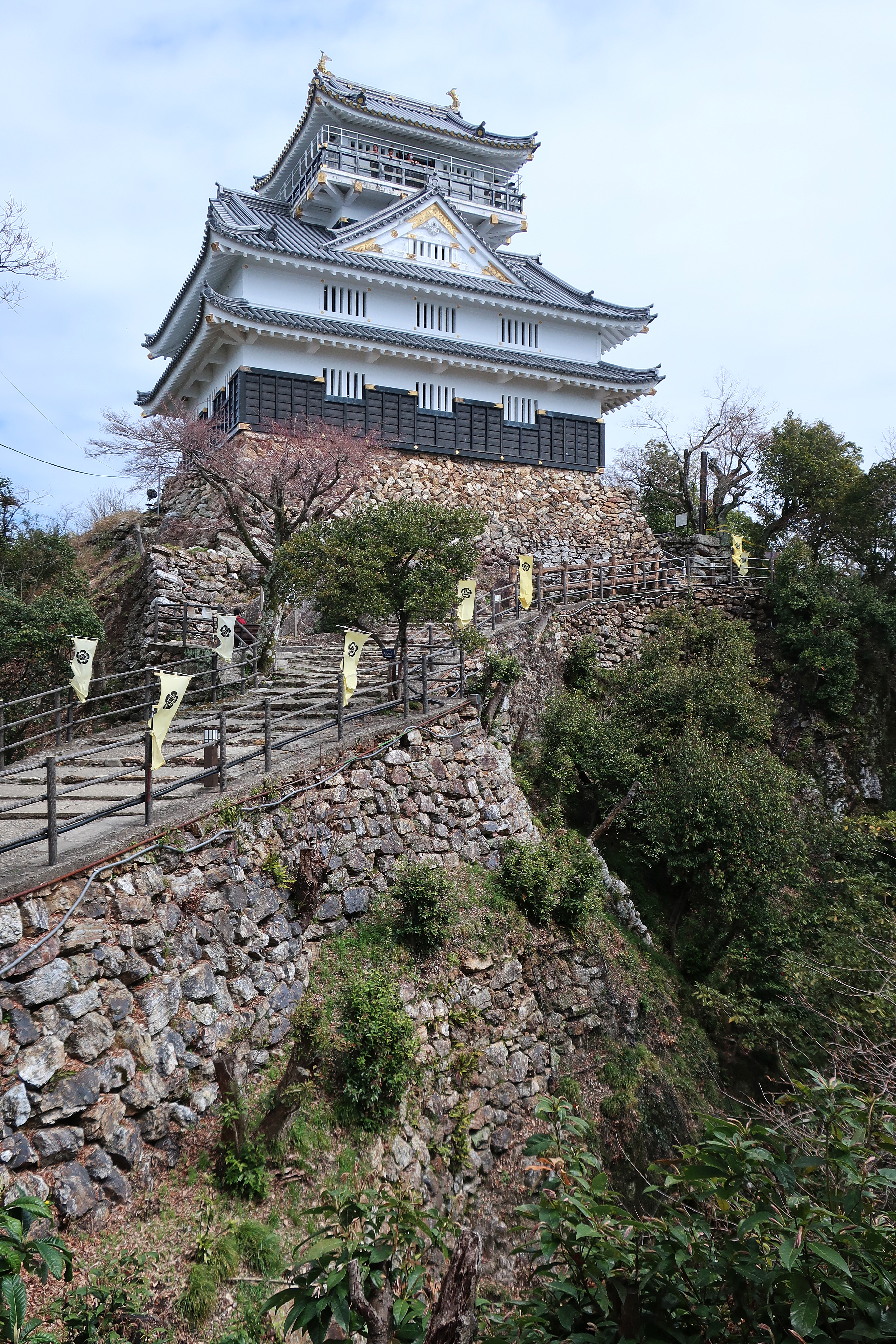
岐阜城

桶狹間之戰後，尾張國解除了東國境的威脅，開始專心攻略美濃。1561年6月23日（永祿四年五月十一日），美濃國雄主齋藤義龍突然驟逝，由其嫡子齋藤龍興繼任家督。義龍死後兩日，信長入侵西美濃，奪取了墨俁砦（森部之戰）。五月廿三日，齋藤軍派出大軍和織田軍展開十四條之戰。次日，信長從墨俁撤離。
1563年（永祿六年），信長為了攻略美濃，和壓制與齋藤家聯手的犬山城城主織田信清，把居城從清洲搬到小牧山。信長的初次築城便是小牧山城。搬到小牧山後，犬山的家老紛紛向信長投誠。1564年（永祿七年），犬山城陷落（犬山城之戰），城主信清逃奔甲斐國。隨後，鵜沼城、猿啄城、加治田城相繼向信長臣服。齋藤氏在堂洞駐兵以牽制加治田城。1565年（永祿八年九月），信長展開反擊，激戰後攻下堂洞城（堂洞城之戰）。1566年（永祿九年閏八月八日），織田軍、齋藤軍再次在河野島交鋒，織田軍因木曾川發洪水而失利敗退（河野島之戰）。同年有木下藤吉郎（日後的羽柴秀吉）興建墨俣一夜城之說，但可疑點甚多，至今仍未有定論。
到了1567年9月3日（永祿十年八月一日。亦有九月之說。），齋藤氏主要家臣美濃三人眾的稻葉一鐵、安藤守就、氏家卜全投靠織田信長。信長不等稻葉一鐵等人交出人質，立即入侵至美濃國稻葉山城的城下町井之口。同月十五日，齋藤龍興投降，逃亡到伊勢長島。信長就此將美濃國納入版圖中。

### 擁立將軍上洛

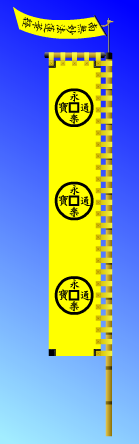
织田信長的「永樂通寶」旗幟

#### 天下布武
1567年（永祿十年），信長取得美濃後，同時領有美濃尾張兩國，石高超過110萬石。信長將美濃國稻葉山城城下町「井之口」改名為岐阜。岐阜這個命名出自中國歷史上西伯昌立於岐山，周朝取代殷朝統一天下的故事，以及儒學發祥地，學問之祖孔子的故鄉曲阜。兩地各取一字，名曰「岐阜」，藏着祈求此地久生太平、長增學養的意思。但亦有早在改名前已有人使用岐阜之說。同年十一月，信長開始使用「天下布武」印。十一月九日，正親町天皇頒下綸旨稱譽信長為「古今無雙的名將」，同時要求信長獻上回復朝廷官地費用。

#### 中央形勢
1565年（永祿八年），意圖回復室町幕府權力的第十三代將軍足利義輝與把握畿內實權的三好長逸、三好政康、岩成友通（三好三人眾）、松永久秀等之間的對立日漸加深，義輝終於遭遇暗殺身亡。接著三好氏擁立義輝的族弟足利義榮為第十四代將軍以作為其傀儡（永祿之變）。松永久秀等人進一步欲暗殺義輝之弟足利義昭，義昭在細川藤孝、和田惟政等幕僚的支援下逃出了奈良投奔越前國的朝倉義景。在越前的足利義昭在看不到朝倉義景有討伐三好氏的動靜後失去了耐心，於1568年（永祿十一年七月）開始接近美濃的信長。信長承諾協助義昭討伐三好氏。

#### 與周邊諸國結盟
永祿年間，信長把妹妹阿市嫁給北近江的年輕英主淺井長政，以確保可借道上洛的通路。關於阿市出嫁的年份有永祿四年、永祿七年和永祿八年之說，至今不明。
1565年（永祿八年）信長將養女（龍勝院）嫁給武田信玄的四男勝賴，藉此與武田家締結同盟。但龍勝院於1567年（永祿十年十一月）產下武田信勝後逝世，為此信長讓嫡男信忠與信玄六女松姬締結婚姻以保持友好關係，此作法也應用至周圍各勢力以鞏固本國內外。
1569年（永祿十二年），在信長和將軍足利義昭的斡旋下，甲斐武田氏和越後上杉氏亦達成和議。

#### 義弟護送將軍上洛
1568年（永祿十一年）九月，信長以擁立足利義昭為幕府將軍的大義名分開始上洛，義弟淺井長政亦協助上洛。南近江戰國大名六角義賢、六角義治父子则對抗信長上洛。但在織田軍的猛攻下，六角家的箕作城一日内便陷落了。翌日，织田军攻向六角居城觀音寺城（觀音寺城之戰），六角父子弃城而逃，逃亡至伊賀。此後六角氏則展開反抗信長的游擊戰。眼見信長的上洛行動，與三好三人眾正處於內戰的三好義繼、松永久秀等人瞭解到信長的實力而臣服，其他隸屬於三好三人眾的勢力多數逃亡至阿波。剩下如池田勝正、伊丹親興等人也投降信長。足利義昭成為十五代將軍後，曾勸信長繼承管領斯波家或擔任副將軍之位，但信長拒絕了義昭的提議，只接受足利家桐紋和斯波家同等待遇（上洛之戰），並要求可以向和泉國的堺跟近江的大津、草津派遣代官。
1569年（永祿十二年）一月，趁信長率領織田軍主力返回美濃的空隙時，三好三人眾與齋藤龍興等美濃浪人共謀襲擊足利義昭的臨時御所六條本圀寺。信長的援軍在大雪中僅用兩天就抵達京都。在信長抵達前，三好義繼、伊丹親興、明智光秀、池田勝正等援軍已擊退三好、齋藤聯軍（本圀寺之變）。
一月十日，呼應三好軍的入江春景於高槻城遭信長進攻。春景投降後，信長不再原諒其背叛而將之處刑，讓和田惟政接管高槻城。同日，信長要求堺臣服並交出2萬貫的矢錢（軍用金）。原先堺會合眾仰賴三好三人眾抵抗信長，但在三好三人眾敗退後只有臣服。

### 侵略伊勢、簒奪北畠家
1567年（永祿十年），信長開始侵攻伊勢。1568年（永祿十一年），北伊勢的神戶具盛投降，信長將三男織田信孝送往神戶氏為其養子，具盛後來被軟禁。隨後，又放逐了北畠具教的次男長野具藤，讓弟弟織田信包成為長野氏的當主，北伊勢另一家豪族關盛信也投降織田家。
翌年1569年9月30日（永祿十二年八月二十日），在瀧川一益的謀略下北畠具教的弟弟木造具政倒向信長，信長從岐阜出兵進攻南伊勢，包圍了北畠家的大河内城。十月三日雙方講和，信長將次男織田信雄送往北畠氏為其養嫡子（大河內城之戰）。織田家臣九鬼嘉隆也攻佔志摩國。此後，伊勢國逐漸為織田所控制，1576年（天正四年），信長打破對北畠親子人身安全的承諾，派兵前去捉拿北畠具房，具房於數年後死去。北畠具教為織田信雄所殺（三瀨之變）。

### 第一次信長包圍網
1569年（永祿十二年）一月，信長為限制將軍足利義昭的權力，訂立了稱為「殿中御掟」9條掟書（公佈法或公定法），之後追加7條昭告天下，並讓義昭承認這些規定。同年三月，正親町天皇傳達希望任命信長為副將軍之意，但信長沒有回覆。八月，信長命羽柴秀吉攻打伊勢阿坂城，阿坂城守軍不敵，最終投降。也有說法稱，當年八月，信長命羽柴秀吉攻打但馬國，擊破山名祐豐，奪得生野銀山（銀礦）。祐豐在堺商今井宗久仲介下降伏信長。
1570年（元龜元年）四月，信長為了討伐數度無視上洛命令的越前大名朝倉義景，與盟友的德川家康一起進軍越前。織田、德川聯軍逐步攻擊朝倉氏各個城池，進逼到金崎城時，淺井長政突出兵救援朝倉氏，信長察覺淺井長政叛變後，為免陷入退路被截的危機，決定撤退（金崎之戰）。信長在負責斷後的殿軍羽柴秀吉（日後的豐臣秀吉）、明智光秀、池田勝正等人的奮戰之下，終於逃回京都。信長返回京都時，據言身邊只剩下約10人。
同年六月，信長出兵討伐妹婿淺井氏，織田氏、德川氏聯軍和淺井氏、朝倉氏聯軍在近江姊川河原對峙。織田、德川聯軍攻陷淺井方的橫山城獲得勝利，史稱姊川之戰。八月，信長出兵討伐於攝津舉兵的三好三人眾，石山本願寺趁機舉兵與信長敵對（野田、福島城之戰）。正當織田本隊受困於攝津之際，淺井長政、朝倉義景、延曆寺等3萬聯軍進攻近江坂本，重臣森可成和信長之弟織田信治因此戰死。九月廿三日，信長帶著大軍從攝津回到近江，淺井、朝倉聯軍避入比叡山抵抗。信長停留在近江國志賀宇佐山和淺井、朝倉聯軍對峙（志賀之陣）。與一向一揆聯合的六角義賢趁機在南近江起兵反抗織田信長，卻遭到丹羽長秀跟羽柴秀吉擊破。此時，受命於石山本願寺法主顯如的伊勢一向宗門徒蜂起（長島一向一揆），信長分身乏術，信長之弟織田信興，重臣坂井政尚也在跟淺井、朝倉聯軍交戰時陣亡。
為了打破窘境，十一月廿一日，信長和六角義賢、義治父子、篠原長房講和。之後，將軍足利義昭、關白二條晴良出面仲介和談，於十二月十三日請得正親町天皇頒佈勅令，成功和淺井氏、朝倉氏達成和議。據太田牛一的「信長公記」記載，由於漸入寒冬，朝仓氏擔憂返回越前的道路被冰雪堵塞，不得不通過义昭向信長低头求和，提出休战之请。大久保忠教所記載的「三河物語」中，則聲稱信長對義景的說法是「天下是朝倉大人所有，我將不再妄想」。而「淺井三代記」中則記載織田信長暗中吩咐丹羽長秀準備攻擊佐和山城之事。

### 第二次信長包圍網
1571年（元龜二年二月廿四日），淺井部將磯野員昌被織田軍包圍後投降，交出佐和山城向高島退去（佐和山城之戰）。羽柴秀吉也在橫山城擊退了淺井長政的攻擊（橫山城之戰）。五月，信長領5萬兵進攻伊勢長島，無功而還。撤退時遭到一揆的伏擊，柴田勝家負傷，氏家直元戰死。九月一日，信長派佐久間信盛、中川重政、柴田勝家、丹羽長秀攻陷淺井方的志村城和小川城。之後，信長轉向攻擊曾經包庇朝倉、淺井聯軍的比叡山延曆寺。一年前信長曾要求延曆寺保持中立，但延曆寺拒絕。九月十二日，信長派兵放火燒掉坂本、延曆寺（火燒比叡山）。
1572年（元龜三年七月十九日），信長出兵攻打妹婿淺井長政的主城小谷城，嫡男織田信忠進行初陣。接下來，織田軍和淺井、朝倉聯軍之間，圍繞著小谷城持續不斷地發生小規模戰鬥，但戰況漸漸對織田軍一方有利。八月，對朝倉義景不滿的朝倉武將前波吉繼、富田長繁等投降信長（虎御前山之戰）。十月，信長對足利義昭發出十七條詰問文（質問）十一月，在東美濃岩村城主遠山景任病死後。景任遺孀岩村殿（信長的叔母）將信長的五男坊丸（後織田勝長）收為養子並立之為城主，織田家也派遣河尻秀隆與織田信廣協助。但武田軍的下條信氏進攻東美濃的岩村城時，在岩村遠山家出現內應開城投降，織田信長之子坊丸送往甲府作人質，武田信玄後續派來的秋山信友也與岩村殿結婚。
同年十月，武田軍舉總兵力3萬入侵遠江，於一言坂之戰大敗德川軍，攻陷二俁城後繼續南下逼近家康的濱松城。信長命瀧川一益、佐久間信盛、平手汎秀領兵3,000前往遠江增援。十二月，織田、德川聯軍在三方原之戰中被武田軍擊敗，平手汎秀戰死。
1573年（元龜四年二月），武田軍從遠江入侵至三河國，對野田城展開攻擊。三月七日，在京都的足利義昭亦向信長舉兵。同月廿五日信長帶兵從岐阜入京，得到足利家臣細川藤孝、攝津豪族荒木村重等投誠。信長火燒京都上京區以作威嚇，義昭起初不降，但在正親町天皇的勅命下，於四月七日與信長達成和議。四月十二日，武田信玄病逝，武田軍帶著信玄的遺體返回甲斐甲府。

### 包圍網瓦解
1573年（元龜四年七月），足利義昭再度與信長敵對，結果信長親率大軍攻陷槙島城（槙島城之戰），義昭投降並交出嫡子義尋為人質。義昭被逐出京都，由羽柴秀吉送往三好義繼所在的河內國若江城，後來輾轉去到備後國鞆。雖然足利義昭保留將軍之名直至信長死後，但隨著義昭離京，實際上室町時代至此終結。
同年七月廿八日改元「天正」。信長命細川藤孝討伐岩成友通（三好三人眾之一）駐守的淀城（淀城之戰）。八月八日，信長收到淺井家臣阿閉貞征歸順的消息，親率3萬大軍從岐阜出發，八月十日包圍小谷城。隨後在刀根坂之戰大破前來援助淺井的朝倉軍，乘勝追擊至越前國的一乗谷城（一乘谷之戰），朝倉義景受堂兄弟朝倉景鏡背叛自刃身亡。九月，織田軍攻陷淺井氏的小谷城，淺井久政、長政父子自殺（小谷城之戰）。嫁到淺井家的信長之妹阿市帶著三個女兒回到織田家。
九月廿四日，信長以尾張、美濃、伊勢三國的軍力為主力，率軍3萬進攻伊勢長島。織田軍在瀧川一益等活躍下逐一攻陷長島周邊的敵城。平定北伊勢後，長島的一揆半數戰死，勢力已然衰退，因此信長命瀧川一益留守矢田城後開始撤退。十月廿五日撤退途中，織田軍再度遭受一揆伏擊，殿後的林通政戰死。
十一月，河內的三好義繼和足利義昭共謀起事，信長派遣佐久間信盛為總大將到河內平亂。但義繼的三家老背叛了義繼引敵兵入城。義繼於十一月十六日自殺，至此三好氏滅亡（若江城之戰）。十二月廿六日，大和的松永久秀交出多聞山城向信長投降。

### 受任從三位參議、割取蘭奢待
1574年（天正二年）一月，已成織田家領土的越前，因地頭武士與本願寺門徒掀起叛亂，守護代桂田長俊被殺害。同年二月，武田勝賴出兵攻打東美濃。信長與信忠一起迎擊武田軍，但在抵達前東美濃的明智城已被攻陷，信長為避免與武田軍正面衝突而撤退（明智城之戰）。

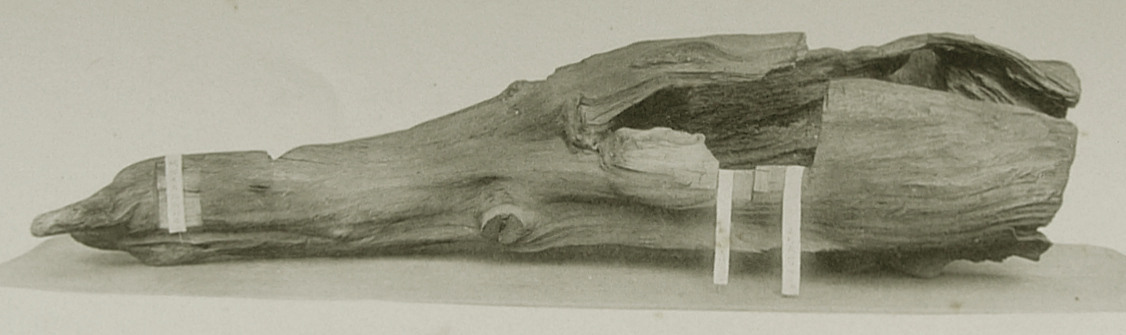
蘭奢待

三月，信長上洛並受任從三位、參議的官位。信長奏請正親町天皇表示欲割取蘭奢待。據言，這是信長為了讓各國知道信長與正親町天皇之間有密切關系所採取的行動，天皇則也下了勅令允許之。由此契機各國大名知道信長的實力為朝廷所承認，尤其是從奧州增派往信長處表示友好的使者。
四月大坂石山本願寺舉兵。信長派兵燒毀附近一帶農作物。十三日，長期遭到織田軍包圍的六角義賢、六角義治父子放棄石部城逃亡，信長派佐久間信盛軍入城駐守（石部城之戰）。五月廿八日，信長返回岐阜。

### 長島一向一揆
1574年（天正二年）七月，信長率領7萬大軍，從水陸路方面完全包圍了伊勢長島，切斷了敵方兵糧補給。八月攻陷大鳥居城、篠橋城。
九月二十九日，兵糧耗盡的長島門徒投降，信長應允讓長島門徒乘船退去，但織田軍鐵炮隊卻射擊撤退中的人。被激怒的一揆猛烈反擊，信長叔父信次、異母兄信廣、弟織田秀成等人戰死。接下來信長針對困守中江城及屋長島城的長島門徒，在外設置圍欄防止城中門徒逃走，最後放火將城裡2萬男女全部燒死。信長平定長島門徒們的叛亂後，即日返回岐阜。
當年十一月，荒木村重擊敗傾向足利義昭的伊丹親興，在佔領伊丹城後，將之改為新的居城，易名為有岡城。

### 長篠之戰

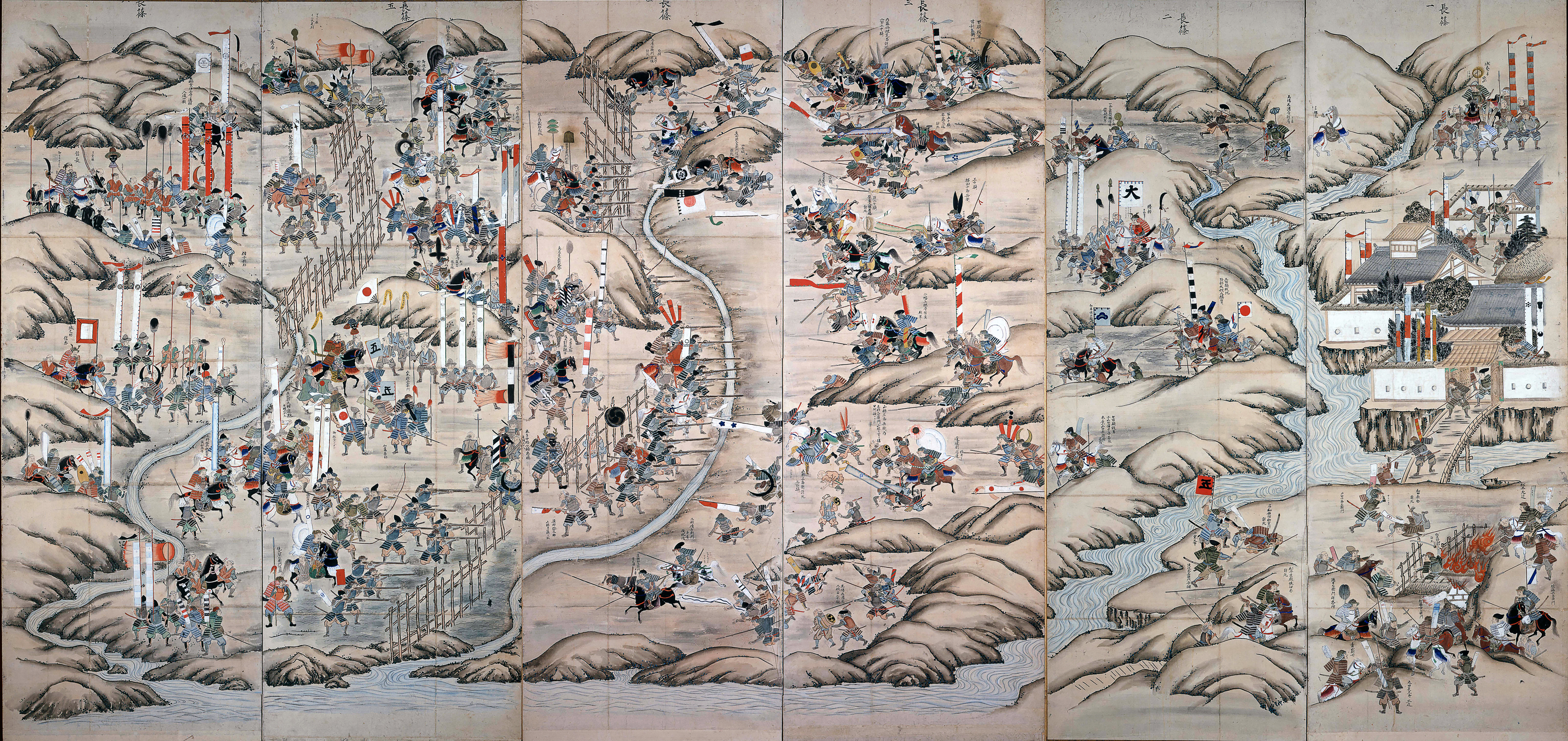
長篠之戰古繪圖

回溯到1574年（天正二年）二月，武田勝賴出兵攻陷東美濃明智城（明智城之戰），五月，武田軍入侵遠江，攻下德川家高天神城。信長不及出兵救援，贈送大量黃金給家康作為軍費。
1575年（天正三年）四月，武田勝賴為討伐於信玄死後即背叛武田家成為德川家康家臣的奧平貞昌，率領至少15,000兵力前往攻擊貞昌所在的長篠城。但善戰的奧平軍使武田軍在進攻長篠城上花了超出預期以上的時間仍無法攻下。期間信長正在攻打本願寺和高屋城。高屋城城主三好康長投降後（高屋城之戰），信長轉向三河，於五月十二日率領大軍從岐阜出兵，五月十七日在三河的野田與德川家康軍會合。
五月十八日，合共30,000兵力的織田、德川聯軍於設樂原布陣。五月廿一日，織田、德川聯軍與武田軍開戰（長篠之戰）。在這場戰役中，信長将至少1,000火槍（即種子島槍）交给了五名奉行指揮作戰，至于织德联军的火枪总数未见记载。據江戶初期成立的《甫庵信長記》，信長為了節省火槍的裝填時間，加快射擊速度，因此投入了3,000火槍，以千人一組，分成三組交替射擊。但有研究認為「三段射擊法」並非現實。
織田、德川聯合軍在此場對武田軍的戰役中獲得压倒性勝利，武田军阵亡过万，织田德川联军損失极小，《信长公记》称设乐原战场中，织田军无损。大敗的武田勝賴撤兵回甲斐。
隨後，織田信忠率領大軍包圍武田家臣秋山信友所在的岩村城（岩村城之戰）。經歷五個月的包圍後，試圖夜襲信忠軍的秋山信友反被河尻秀隆擊破，進而攻入城中，秋山信友因此開城投降，被押至長良川河畔處以磔刑。

### 進攻越前
1574年（天正二年）一月，越前的地頭武士與本願寺門徒掀起叛亂，被信長派往越前赴任的守護代桂田長俊遭一向宗本願寺門徒殺害，之後門徒們開始內部分裂。1575年（天正三年）一月，一向一揆跟殺害長俊的富田長繁反目，引來加賀一向一揆的下間賴照、七里賴周進入越前，殺害了溝江長逸、朝倉景鏡等織田方武將，並焚燒了平泉寺。但受顯如命令擔任越前守護代的下間賴照，在越前施行惡政更甚於前代領主桂田長俊，一揆眾的內部持續分裂。視此為好機會的信長在長篠之戰後，於八月發兵攻打越前一向一揆。一揆方在內部分裂的情況下，一揆眾無法同心合作迎敵，與一向一揆敵對的其他宗派高田派門徒也投效織田家，越前一向一揆被織田軍擊敗，下間賴照失去城池逃亡，在隱匿期間被發現殺害。於是越前再度成為織田家的領地（越前一向一揆）。
信長順利戰勝越前一向一揆後，重新掌握越前一國並拿下加賀的能美、江沼兩郡。信長也對這些領地進行重新分配。柴田勝家負責總管越前一國八郡，但府中兩郡交由不破光治、佐佐成政跟前田利家（府中三人眾），大野郡分給金森長近三分之二，原長賴獲得三分之一，敦賀郡依舊由武藤舜秀統轄。加賀的檜屋城跟大聖寺城則交給簗田廣正、佐佐長穐跟堀江景忠父子。

### 就任右近衛大將、讓出家督、安土築城

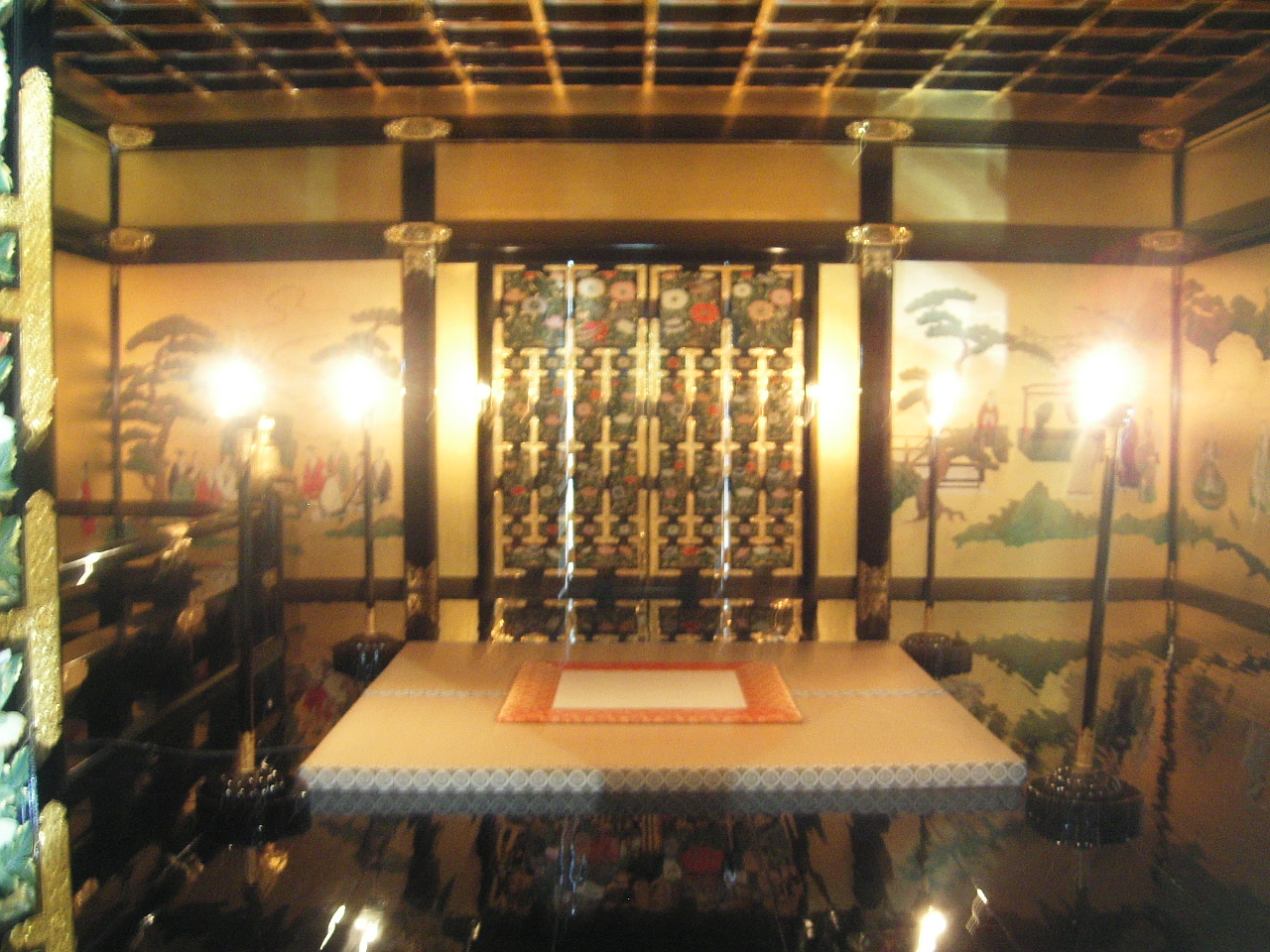
信長之館（安土城復元後的天守）

1575年（天正三年）十一月四日，信長就任權大納言，十一月七日再兼任右近衛大將，與已被流放的幕府將軍足利義昭的地位對等。信長就任右近衛大將時，曾仿效室町將軍就任的儀式。從此信長和將軍同樣被稱為「上樣」，這等於朝廷已承認其「天下人」的地位。但由於信長沒有被稱「室町殿」、「公方樣」、「御所樣」或「武家」的記錄，所以亦有意見認為朝廷把信長和足利將軍視作不同的個別政權。同日，信長嫡子信忠就任秋田城介，次子信雄就任左近衛中將。
十一月廿八日，信長把織田家家督之位和織田家的領國尾張、美濃讓給嫡子信忠，自己則帶著茶器搬到佐久間信盛邸暫住。但信長仍然保持織田政權下政治和軍事的實權。
1576年（天正四年）一月，信長命丹羽長秀在琵琶湖邊興建安土城，二月搬到安土居住。安土城於1579年（天正七年）完工，共五層七重，豪華絢爛，據說內部有挑高天井樓閣的設計。耶穌會的傳教士在寄回母國的信上讚嘆：「即使歐洲也沒有如此豪華的城堡」。

### 第三次信長包圍網
1576年（天正四年）一月，原本和信長交好的丹波豪族波多野秀治高舉反旗。加上本願寺再度舉兵，反信長勢力開始抬頭。四月，信長派遣大將原田直政、荒木村重、明智光秀率領三萬軍隊前往大坂。負責攻略三津寺的原田直政遭遇本願寺的伏兵，連同直政在內一千人以上戰死。織田軍在石山軍猛烈攻勢下困守於天王寺砦。五月五日，信長收到天王寺砦被包圍的消息，帶兵進入若江城。由於倉促間無法召集多數士兵，於五月七日早上信長親率約3,000人，向15,000人的石山軍進攻。信長本人雖然在激烈戰鬥中負傷，但最後成功擊退石山軍（天王寺之戰）。
之後，以佐久間信盛為主將的織田軍從水陸路包圍石山本願寺以斷絕其兵糧。七月十三日，本願寺的援兵毛利水軍派出800艘戰船擊敗織田水軍，成功將兵糧彈藥搬入石山本願寺（第一次木津川口之戰）。
此時，兼任關東管領的越後國大名上杉謙信和信長交惡。天正四年謙信與敵對多年的石山本願寺和解，明確地表示與信長的對立。以上杉謙信與毛利輝元、石山本願寺、波多野秀治、紀州雜賀眾等反信長勢力同步行動。
十一月廿一日，信長晉升為正三位內大臣。
1577年（天正五年）二月，信長率領大軍前往討伐紀州雜賀眾（雜賀征伐），由於毛利水軍於背後援助雜賀眾及謙信進攻能登等原因，一直對峙直到了三月，雜賀眾領袖雜賀孫一等七人聯署投降，發誓不再和本願寺合作。隨後信長從紀伊撤兵。

#### 手取川之戰
1577年（天正五年），在能登七尾城的長續連一邊承受謙信攻擊一邊向信長求援軍。信長派柴田勝家為總大將率領三萬為前行軍隊，自己率領本隊一萬八千人為後軍出陣。但九月十五日七尾城淪陷（七尾城之戰），九月廿三日前軍遭謙信所率領的上杉軍所敗（手取川之戰），但根據近代的研究，織田軍跟上杉軍很可能並未爆發戰事。

#### 信貴山城之戰
1577年（天正五年）八月，松永久秀和兒子久通從天王寺砦撤離，回到信貴山城舉兵反叛。信長派人詢問久秀謀反原因，但沒有得到回覆，因此處死了久秀身為人質的兩個孫子。九月，信長派信忠為總大將，率大軍前往信貴山城，十月十日松永久秀在信貴山城的天守放火自盡（信貴山城之戰）。
久秀死後，和信長敵對的丹波龜山城城主內藤定政病死，織田軍趁機攻擊龜山城、籾井城、笹山城等丹波城池。同年，信長把姊妹織田犬嫁給世襲丹波守護的細川京兆家當主細川昭元，成功掌握丹波地區。
十一月，上杉軍入侵加賀，佔領加賀北部的松任城。
十一月二十日，信長公晉升為從二位右大臣，次年（天正六年）再晉升到正二位。
1578年（天正六年）三月十三日，上杉謙信突然死去。因為謙信無子，養子上杉景勝與上杉景虎開始爭奪繼承權（御館之亂）。信長趁機派齋藤長龍從飛驒入侵越中，得到勝利（月岡野之戰），安插神保長住回歸越中，奪回富山城等領地。其後，柴田勝家的北陸部隊則攻下了上杉領地的加賀、能登，並安排長連龍侵入能登。

### 織田家各方面軍團
進入天正六年（1578年）後，織田家已具備延伸至多方面勢力的兵力與財力。信長給予屬下武將大名級的領地和高度的統治自由，令其攻略周邊勢力。
信長針對越後上杉謙信的後繼者上杉景勝派出北陸總大將柴田勝家、前田利家、佐佐成政、佐久間盛政等人；對甲斐的武田勝頼則派出嫡長子織田信忠、瀧川一益、森長可等人；對大坂的石山本願寺則先後派出塙直政和佐久間信盛等人；對中國的毛利輝元則派出羽柴秀吉、羽柴秀長等人；對丹波的波多野秀治則是派明智光秀等人。
- 對甲斐的武田方面：織田信忠軍團
- 四國方面：織田信孝、丹羽長秀軍團（1582年成立）
- 北陸方面：柴田勝家軍團
- 關東方面：瀧川一益軍團（1582年成立）
- 對大坂的本願寺方面：塙直政軍團（對南畿方面、1574年成立、1576年毀滅）、佐久間信盛軍團（1576年成立、1580年消滅）
- 中國方面：羽柴秀吉軍團（中國征伐）
- 丹波方面：明智光秀軍團（1580年成立）
- 伊勢、伊賀制壓：織田信雄、織田信包
- 對紀伊方面：織田信張
- 東海道制壓：德川家康軍團（德川家康與信長實際上為盟友關係，並沒有從屬於織田家）

### 侵略中國
1578年（天正六年）三月，播磨的別所長治加入毛利家的陣營謀反（三木合戰）。
同年四月，信長突然辭去右大臣、右近衛大將的官職。
四月中旬，毛利軍包圍尼子勝久的上月城，羽柴秀吉無法分身救援。七月，上月城陷落，尼子勝久等人自殺，山中幸盛被俘後遭到殺害，尼子氏再興就此夢碎（上月城之戰）。十月，攝津的荒木村重佔據有岡城，和足利義昭、毛利家、本願寺聯手抵抗信長（有岡城之戰）。另一方面，東攝津的中川清秀、高山右近卻沒有跟隨村重反叛。十一月六日，信長命九鬼嘉隆以六艘鐵甲船擊破毛利水軍（第二次木津川口之戰）。荒木村重和石山本願寺失去毛利軍的援助，頓時陷於劣勢。
1579年（天正七年）六月，明智光秀攻下丹波國，八上城波多野秀治投降後被處死。同年九月，荒木村重拋棄妻子逃離有岡城。有岡城落陷後，荒木一族被處死。十月，原本親毛利的備前的宇喜多直家臣服，織田軍佔於上風。荒木村重往花隈城，結果遭到織田家重臣池田恆興追擊戰敗，逃往依附毛利家（花隈城之戰）。
九月十五日，根据通说，信長命德川家康的嫡子松平信康切腹自盡，理由是信康犯下十二條亂行，和信康生母築山殿和武田家密通等。德川家臣團中分裂成親信長和反信長兩派激辯，最後家康決定處死築山殿和命信康切腹。（然而目前学界的结论乃是家康、信康父子间的对立导致家康做掉信康而已。作为动手前期的准备，家康向信长进行了报告，信长毕竟是信康的岳父。信长的回复也只是“听凭家康处置”而已，并非信长直接下令家康动手。）但關於信康父子對立的真正原因有多種說法。
織田信雄因為在伊勢興建出城、丸山城時受到伊賀國人妨礙，於九月十六日擅自率兵8,000分三路攻打伊賀，卻遭遇大敗，家臣柘植保重戰死。戰敗後信雄受到信長嚴厲訓斥（第一次天正伊贺之乱）。
十一月，信長把織田家在京都的居所二條新御所獻給誠仁親王，同時，把誠仁親王的五男邦慶親王認為猶子。
1580年（天正八年）一月十七日，兩年前反叛的三木城因兵糧耗盡開城投降，城主別所長治切腹。四月，在正親町天皇的勅命下，本願寺以有利的條件取得和解，並從石山退兵。同年織田軍開始攻略播磨、但馬。八月，信長向老臣佐久間信盛和其嫡子信榮發出折檻狀（問責書狀），陳列佐久間父子在對本願寺之戰上毫無成果等罪狀。最後佐久間父子被流放到高野山。稍後，老臣林秀貞、安藤守就也以曾經謀反和暗通武田家等理由被流放。
1581年（天正九年）五月，秀吉斷絕鳥取城的兵糧供給，而攻下了因幡（鳥取城之戰）。接着攻下岩屋城取得淡路。秀吉也策反了伯耆國的南條元續、小鴨元清跟隱岐的隱岐經清、備後的上原元祐等毛利方豪族。九月，織田軍40,000人以織田信雄為總大將再度進攻伊賀，殲滅了伊賀一揆，把伊賀納入織田家版圖（第二次天正伊賀之亂）。

### 京都軍馬演練
1581年（天正九年）一月廿三日，信長命明智光秀為京都的軍馬演練作準備。二月廿八日，信長於京都皇宮的東邊馬場舉行閱兵，即京都軍馬演練，以信長為首的織田家一門、丹羽長秀等織田軍團、朝廷公家眾、舊幕臣眾等均有參與其中。正親町天皇亦有出席參觀，過程中曾十二次遣人到信長處表示讚賞。
《信長公記》提到此演練：「參觀的民眾不論貴賤，得以生於如此可喜可賀之世，得以參觀古往今來難得場面，皆感畢生難忘心懷感激。」

### 武田征伐
1581年（天正九年）五月，佐佐成政在擊退上杉景勝進犯越中的軍勢後，趁著上杉家在越中駐守的武將河田長親病故，柴田勝家揮軍進入越中，佔領了大部分上杉家在越中的領地。七月，越中木舟城主石黒成綱被懷疑暗通上杉家，在近江被丹羽長秀誅殺。越中願海寺城主寺崎盛永亦被命令切腹自盡。三月廿五日，武田勝頼救援高天神城失敗，高天神城被德川家康奪回。此時在紀伊的雜賀眾開始內部分裂，支持信長派的鈴木孫一(雜賀孫市)與反信長派的土橋守重等人互相爭鬥，導致雜賀眾勢力衰退。次年鈴木孫一在信長的支援下使土橋守重切腹自盡。
因為高野山藏匿荒木村重殘黨並且與足利義昭密通等理由，信長派出數十名使者命令高野山交待，但高野山方面卻將信長派去的使者全部殺害。八月十七日，信長逮捕織田領地中數百名高野山僧人，並命令河內、大和的各大名包圍高野山。
1582年（天正10年）二月一日，武田信玄的女婿木曾義昌向信長投誠。信長答應後，於二月三日發出針對武田的大動員令：信忠從西信濃的木曾谷、金森長近從飛驒、德川家康從駿河、北條氏政從關東，各自攻入武田領地，其兵力數總數超出十七萬以上。面對此境的武田軍，在伊那城的守城將下條伊豆守遭家臣放逐而獻給織田軍。接著信濃松尾城主小笠原信嶺、駿河的田中城主依田信蕃、駿河江尻城主穴山信君等人爭先恐後地投降織田軍，勝賴之弟仁科盛信雖據高遠城力戰，但亦遭信忠以優勢兵力一日而陷，武田之亡至此已成定局。
三月七日，信忠從上諏訪入侵甲府搜捕武田勝賴的親族殘黨。三月八日信長從歧阜出兵，十一日到達岩村城。三月十一日，武田勝賴、信勝父子在甲斐東部的田野被包圍，最後兩人力戰而死，武田家至此滅亡（天目山之戰）。
三月十三日，信長從岩村到達彌羽根。三月十四日檢視勝頼等首級。三月十九日進入諏訪的法華寺。民間傳說明智光秀說出「能來到這裡、我們的努力也是值得的」這句話激怒了信長，信長則說「你做了什麼」，之後懲罰了光秀。武田氏滅亡後，織田信長重新分封武田家的領地，將上野一國跟信濃小縣、佐久封給瀧川一益、北信濃高井、水內、更科跟埴科四郡給了森長可、南信濃伊那郡交給毛利秀賴、甲斐一國除穴山信君所領外交給河尻秀隆、將駿河一國除北條氏、穴山信君等武田降將外的領地全交給德川家康、木曾義昌除本領安堵外，另外加封安曇、筑摩兩郡，保持和北條家的同盟關係。
另外織田軍在攻打藏匿六角義治的鹽山惠林寺時，惠林寺因拒絕交人而遭到放火燒寺。當時惠林寺住持快川紹喜臨終前所說「安禪未必須山水，滅卻心頭火自涼」的話，仍流傳至今。

### 本能寺之變
1582年（天正十年），信長派遣三男織田信孝、重臣丹羽長秀、蜂屋賴隆、津田信澄軍隊準備攻打四國的長宗我部元親。北陸方面，奪回富山城的柴田勝家正攻打魚津城（魚津城之戰）。上杉氏因為北方新發田重家之亂，受到森長可從北信濃方面、瀧川一益從上野方面攻擊，東南西北皆處於守勢。
另一方面，德川家康因為武田氏滅亡從信長處得到駿河一國。五月十五日，為了答謝和慶祝勝戰，家康到訪安土城時，負責招待一職的是明智光秀。家康在安土城期間，信長收到正在攻打備中高松城羽柴秀吉要求增援的消息，隨後解除了光秀的接待職務，命光秀返回丹波準備出兵救援秀吉。後世亦有光秀因招待不周而被解除接待職務的俗說。
五月廿九日，信長上洛並借宿本能寺。本應前往備中秀吉陣中作增援的明智軍突然從丹波龜山城出發向南渡過淀川向京都進軍，於六月二日夜天未明突擊本能寺。信長得知光秀謀反，說道：「無關是非。 」由於倉促間無法召集衛隊，隨即率領寺中連森蘭丸在內的約100人近侍小姓眾作抵抗，但沒有奇襲機會，最後只能回到居室內放火，並自盡。自盡方式不明，通說為切腹，享年四十八歲。
信長歿後，其遺體和首級並沒有被任何人發現。即刻救援的長子織田信忠因指揮失當只能和少量部隊及近侍們一同奮戰後敗退。由於信忠認為以光秀的個性謹慎，必然會對自己的逃脫有所準備，於是拒絕逃往安土城重振旗鼓，選擇在二條御所的誠仁親王逃出後，也隨父自盡身亡。正統繼承人信忠選擇自盡導致了日後織田家出現了繼位戰爭、進而演變為織田家崩解和羽柴秀吉上位。
這次事件史稱「本能寺之變」。有關主謀、黑幕、起事動機有各種說法，但至今未有確實的答案。

## 年表
| 和曆   | 西元   | 月日 (舊曆) | 内容                                                                             | 出典       |
| ------ | ------ | ----------- | -------------------------------------------------------------------------------- | ---------- |
| 天文3  | 1534年 | 6月23日     | 出生                                                                             |            |
| 天文15 | 1546年 |             | 元服，改名三郎信長。                                                             |            |
| 天文18 | 1549年 | 2月24日     | 與濃姫結婚                                                                       |            |
| 天文20 | 1551年 |             | 繼承家督                                                                         |            |
| 弘治3  | 1557年 | 11月2日     | 派人暗殺弟信行                                                                   |            |
| 永祿2  | 1559年 | 2月2日      | 初次上洛與將軍足利義輝會面                                                       |            |
| 永祿3  | 1560年 | 5月19日     | 於桶狭間之戰擊敗今川義元                                                         |            |
| 永祿9  | 1566年 |             | 自稱尾張守。                                                                     |            |
| 永祿10 | 1567年 | 9月         | 稻葉山城之戰獲勝，進佔美濃國。                                                   |            |
| 永祿11 | 1568年 | 9月-10月    | 成功擁立足利義昭上洛繼任征夷大將軍。                                             |            |
| 永祿11 | 1568年 | 10月28日    | 從五位下彈正少忠                                                                 | 系圖纂要   |
| 元龜元 | 1570年 | 3月14日     | 正四位下彈正大弼                                                                 | 系圖纂要   |
| 元龜元 | 1570年 | 6月28日     | 姉川之戰                                                                         |            |
| 元龜2  | 1571年 | 9月12日     | 比叡山燒討                                                                       |            |
| 天正2  | 1574年 | 3月18日     | 從三位参議 ※「歴名土代」則記載於天正2年3月18日敘任從五位下。同日，信長上殿晉見。 | 公卿補任   |
| 天正2  | 1574年 | 3月28日     | 得勅令，收割於東大寺正倉院的蘭奢待。                                             |            |
| 天正3  | 1575年 | 5月         | 於長篠之戰擊敗武田勝賴                                                           |            |
| 天正3  | 1575年 | 11月4日     | 權大納言                                                                         | 公卿補任   |
| 天正3  | 1575年 | 11月7日     | 右近衛大將兼任                                                                   | 公卿補任   |
| 天正4  | 1576年 | 11月13日    | 正三位                                                                           | 公卿補任   |
| 天正4  | 1576年 | 11月21日    | 内大臣，右近衛大將兼任。                                                         | 公卿補任   |
| 天正5  | 1577年 | 11月16日    | 從二位                                                                           | 公卿補任   |
| 天正5  | 1577年 | 11月20日    | 右大臣，右近衛大將兼任。                                                         | 公卿補任   |
| 天正6  | 1578年 | 1月6日      | 正二位                                                                           | 公卿補任   |
| 天正6  | 1578年 | 4月9日      | 辭去右大臣、右近衛大將兩官職                                                     | 公卿補任   |
| 天正10 | 1582年 | 6月2日      | 本能寺之變、自殺                                                                 |            |
| 天正10 | 1582年 | 10月9日     | 封為從一位太政大臣                                                               | 大德寺文書 |
| 大正6  | 1917年 | 11月17日    | 追封為正一位                                                                     |            |

## 人物特色

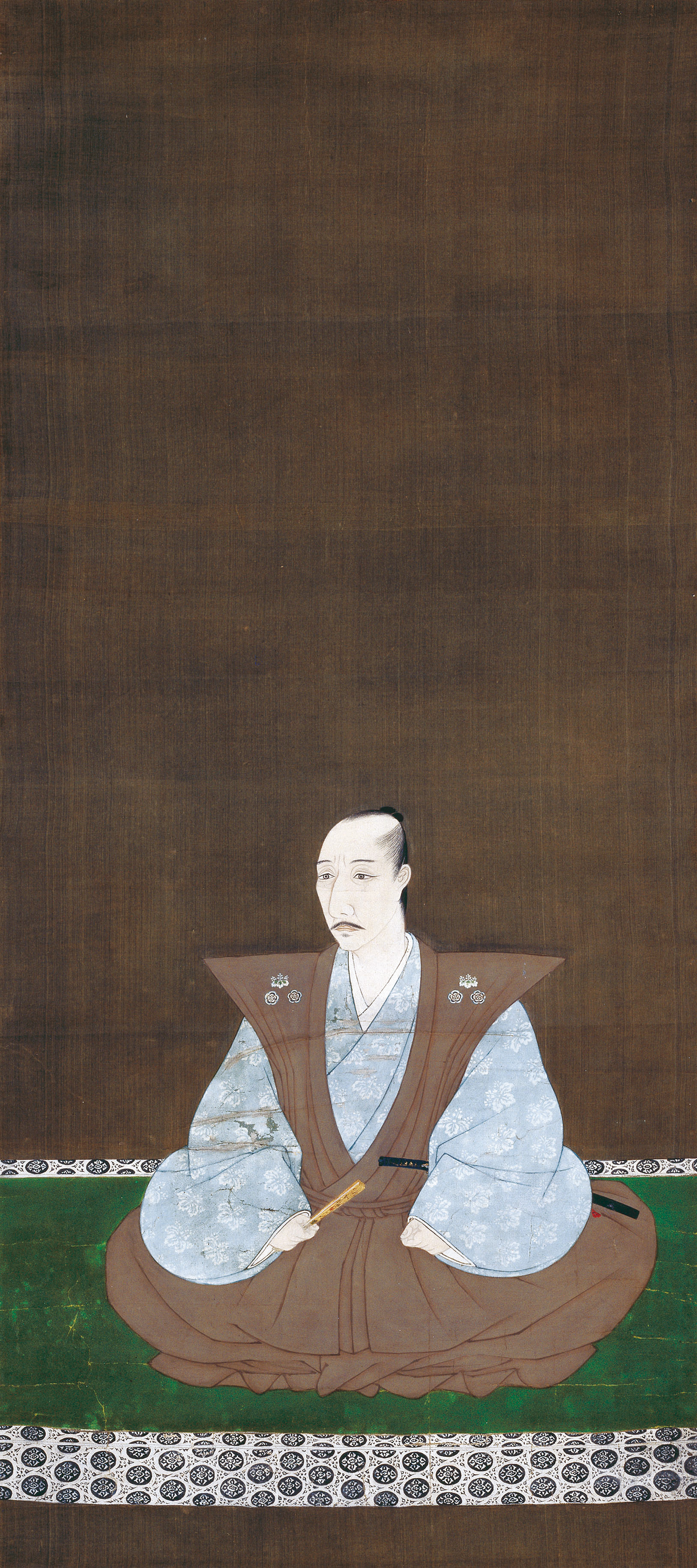
狩野永德繪織田信長像（大德寺藏）

### 外觀、特徵
- 信長青少年時代是被誤認為女人般的美男子，而信長的兄弟姐妹及子女被記載為當世俊男美女的比例也相當高。
- 太田牛一對青少年時代信長穿著打扮的描述是「浴衣脫去一邊衣袖、穿半袴，腰間掛著裝了打火工具的袋和葫蘆等物。頭髮以萌黃色或紅色的線綁成茶筅髷。太刀的刀鞘是紅色的。」[62]
- 路易斯·弗洛伊斯对信长外貌的描述是「身高中等、體型瘦削、鬍鬚稀少、聲音很高。」[63]
- 據松永貞德回憶，於天正九年軍馬演練時，信長曾大聲質問前方為何停滯。當時聲音之大，約500米外可以聽見。[64]綜合路易斯·弗洛伊斯的描述，可知信長的声音既高又響亮。
- 身高约170公分。事實上日本戰國時期並非後世印象中的全是矮子，仍有不少高個子，茶聖千利休的身高就有180，大名如長宗我部元親也有185左右，最上義光經過甲冑推斷則有190的高度。
- 天主教教士在給羅馬教宗的報告稱說織田是「黑衣包裹著一團赤紅烈火」。

### 性格、嗜好
- 路易斯·弗洛伊斯对信长评论是「極度好戰，勤於軍事修練。充滿追求名譽之心，對正義很嚴格。對加於自身的侮辱必定施以懲罰，在幾件事情上會表示慈愛和人情味。睡眠時間短，很早起床。沒有貪欲，決斷甚為隱秘，戰術極其老練。有時會非常性急和情緒激動，但平常不會如此。他甚少或完全不聽從家臣的忠言，極為家臣所敬畏。不喝酒，節食。對人十分率直，傲慢，認為自己的見解才是對的。（中略）對自己所有事情皆小心地完成。與人交談的時候，討厭拖延和冗長累贅的開場白。即使對極卑賤的家臣也能親切地說話。」[63]
- 信長不拘泥於身分，不以貴族大名自居，跟平民也無差別地往來、交情良好。
- 信長喜歡體育活動，尤其喜歡相撲，經常於安土城舉辦大規模的御用相撲比賽。而且在相撲大會上不問身分，信長隨從武士與平民混合在一起比賽相撲，勝者有賞。另外對於游泳、狩獵、放鷹、馬術、劍道、射箭類鍛鍊身體、武術鍛鍊等相關事情都是信長的嗜好。
- 信長喜歡下圍棋，曾與日蓮宗僧人日海對弈，據說棋力不低。
- 信長喜好幸若舞。信長特別喜歡幸若舞『敦盛』的其中一節「人間五十年，與下天互相比較，如夢又似幻，一度得生者，豈有長生不滅者乎？」[註 9]此一節由於符合信長覺得「世事如夢，人生苦短」的人生觀，因此信長也經常以此歌舞自娛。
- 信長喜歡南蠻品，在天正九年一月十五日於安土舉行的左義長中，戴西洋帽子出席。晚年赴戰場時也會穿著南蠻鎧甲。對於訪問日本的傳教士范禮安身邊工作的黑人奴隸表示興趣，傳教士遂將此黑人贈與信長，信長為其取名為彌助，並聘用為隨從。
- 據言信長對羅馬公教耶穌會所送的地球儀、錶、地圖等禮物相當瞭解。（當時沒有日本人知道世界是圓形球體，耶穌會送上地球儀時，仔細地解說地球的構造，信長家臣都沒人聽得懂，唯獨信長理解，並說「合乎道理」。）信長好奇心很強，在鐵炮尚未廣為流傳時，就已經在使用火繩槍了。奇特的性格廣為人知、但在當時訪問日本的傳教士路易斯·弗洛伊斯眼中則是很普通看待之。信長曾送一幅繪畫了安土城的屏風給教宗額我略十三世，但實際送抵羅馬時是在信長死後（1585年）。之後此屏風繪畫消失不知去向。
- 信長吸引了多數人的關注、統率能力出眾，雖被認為不欲被人理解，卻會譴責僧人違背佛教戒律、讚許葡萄牙傳教士的紳士行為、更冷酷地對待起事的僧人等例子，可見信長性情直率，並不會為了宗教或名譽而說謊。
- 後代雖傳說信長將淺井久政、淺井長政父子、朝倉義景等三人的頭蓋骨塗上金箔，於酒宴時展示，並以頭蓋骨為頭蓋杯讓家臣喝酒，鄙夷三人的尸首。但這是小說家對故事的潤色，實際上並沒有將它們使用為頭蓋杯。且將頭蓋骨塗上金箔，是對死者的敬意，故若以這次事件批評信長殘酷是不公允的。[註 10]
- 關心部下的家庭。據點搬遷至安土城時，信長曾斥責單身赴任的家臣。[65]此外也親自調停過羽柴秀吉的夫妻爭吵。也會為家臣的身體狀況感到擔心。[66]
- 在荒木村重謀反時，黑田孝高（官兵衛）作為勸告使者前往後沒有返回，信長以孝高先前主君小寺政職同時謀反一事認為孝高加入敵軍，下令處死孝高之子松壽丸（之後的黑田長政）。然而叛亂平定後，信長發現孝高只是遭到囚禁而不是背叛，信長告訴部下「我如何有臉面見官兵衛？」後來得知竹中重治將松壽丸偷偷藏匿起來，信長大為歡喜。[註 11][67]
- 從謀殺弟弟信勝，以及處決叔母阿豔（秋山信友妻，岩村城陷落時被一同處決）等事項而言，有對於同族之人相當嚴格的評價。然而，從將一度叛變的哥哥信廣赦免並重用、養育信勝之子信澄後並予以重用、以及對於戰爭中殺害同族的對手毫不留情地報復等事項來看，實際上對於同族親戚仍相當重視。（處決阿豔一事的原因並非叔母投向武田家，而是阿豔將信長的親生兒子勝長送到敵方武田家）
- 根據《信長公記》的記載，在美濃與近江國境的山中，有名被稱為「山中之猿」的身障男子在街道旁乞討謀生，上洛後的信長每次往來京都與歧阜之間都會看到此人，心生不忍之下，在1575年經過時召集該地的民眾，賜予山中之猿20反的木棉，並告訴村民「用這些換錢為山中之猿建造房屋吧。另外，各位如果能每年施與他米麥糧食免於飢餓的話，我會很高興的。」在場的所有民眾全部感動落淚。[49]由此可見信長對領內民眾的仁慈。
- 長篠之戰後，信長得知奧平家足輕鳥居強右衛門犧牲性命鼓舞守軍的事情後，非常讚賞其忠義，親自指揮部下在甘泉寺為強右衛門建造盛大的墳墓，毫不介意強右衛門只是一介足輕。[68]自己極重視的家臣森可成在宇佐山城之戰中陣亡後，年僅13歲的遺孤森長可也受到信長的厚待，由此可見信長對於忠義行為，不分身分高低都會給予敬意的性格。（信長在森可成逝世後不久焚燒比叡山燒殺寺院僧侶時，唯獨可成墳墓所在的聖眾來迎寺受到信長的保護而免於被破壞。）

### 用人、改革
- 信長是個「創造性的改革家」、有時被評為「瘋狂的革命家」，與日後同為天下人的羽柴秀吉與德川家康相當不同。信長思想非常新穎前瞻，難被當時的人理解，大量吸收南蠻物品與知識也是當代少有，所以能成為唯一一個憑自身才略切開亂世的霸主，相比之下作風相對保守的秀吉與家康也只能在信長逝世後才能有出世的機會，相形見绌。
- 奉行實力主義，用人唯才，不論是平民出身的羽柴秀吉或聲名狼藉的松永久秀都不吝晉用提拔；相對的表現不佳被認為沒利用價值的人，就算是跟隨近二十多年的老臣如林秀貞、佐久間信盛也會遭到無情流放的命運。值得一提的是背叛信長的人大多數都是於信長上洛以後才加入的家臣，於尾張、美濃時代的就加入的老臣幾乎沒人背叛信長，所以信長對待家臣只是比較嚴格，人事處理方面並沒有什麼問題。
- 三好義繼戰死，有一名叫坪內的廚師，成為信長的俘虜。當時信長對坪內說：「烹飪的料理美味的話，就免你正法之罪，並用你為廚師。」之後坪內做料理給信長吃，信長說：「這料理只是水。」就下令將坪內斬首。坪內要求再一次機會，而坪內第二次的料理，信長誇說「美味。」於是任用坪內掌廚。之後坪內被問到：「一開始就作第二道料理，不是很好嗎？」坪內卻取笑信長：「一開始我是做公家京都風的高級料理，口味清淡。之後是做重口味的鄉下料理。信長公終究也只是個鄉巴佬罷了。」[69]信長聽說了此事，並不生氣，笑著說：「受雇於我，須配合我愛吃的口味，方是家臣本分。對此怠慢，就只是無能罷了。」

### 肖像畫

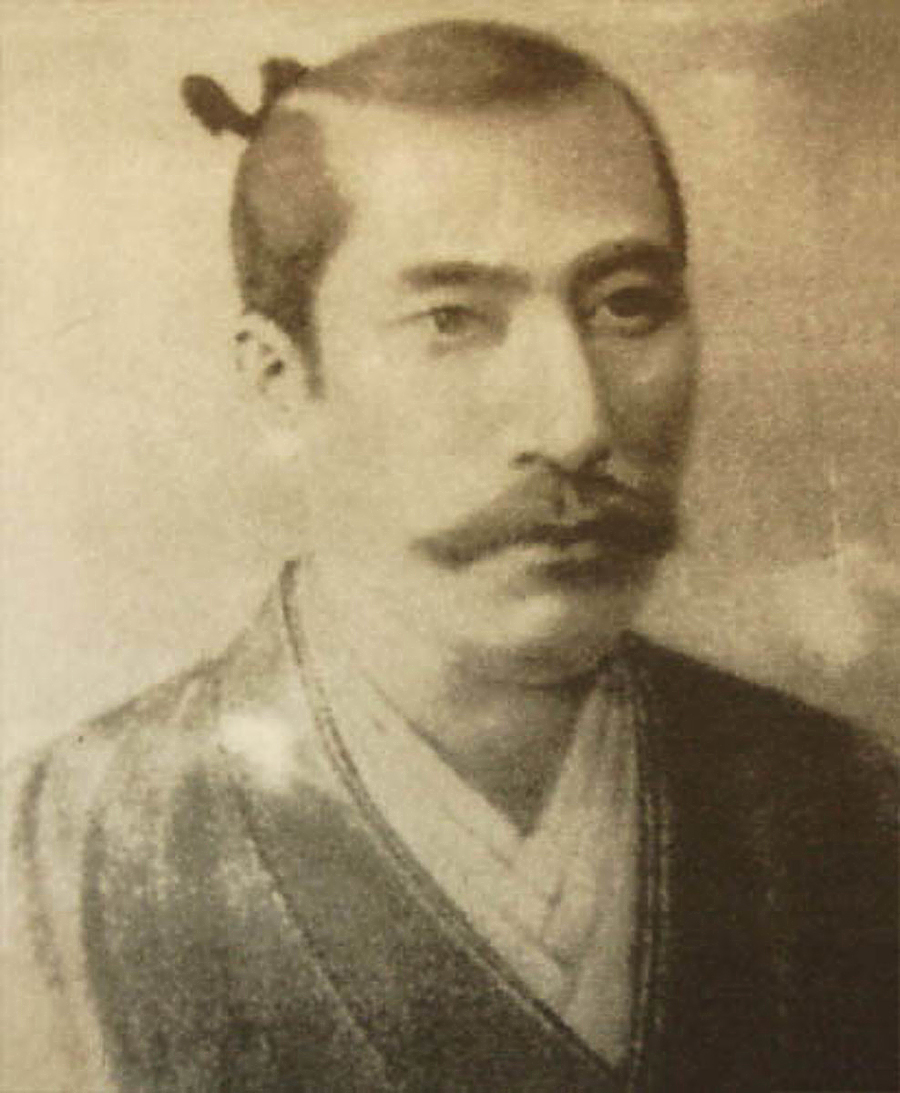
由意大利传教士、畫家乔瓦尼·尼科洛于織田信長死后所绘的其肖像

- 截至目前，可考的信長肖像畫共計23幅，大體上都有著長臉、唇上蓄鬍、鼻子輪廓鮮明等共通特徵；此外，尚有5尊木雕肖像傳世。
- 此外，愛知縣豐田市的長興寺，收藏有原本置於天童市三寶寺藏，但在第二次世界大戰時的空襲中燒毀，由歐洲來的畫家所畫的寫實肖像畫的翻拍照。畫中的信長有著粗而有力的眉毛、大且細長的眼睛、高至鼻梁的鼻子、緊閉的嘴巴、臉長且輪廓明顯，留有鬍子等符合其他日式畫像及傳教士描述的特徵。只是，此肖像畫於史料上缺乏證據證明為真，亦有說法是此畫像於明治時代所舉行的「忠臣」表彰工作時所製作而成的。

## 軼事

### 第六天魔王
織田信長被稱為第六天魔王的傳聞，首見於《日本耶穌會年報》中傳教士路易斯·弗洛伊斯寫給所屬耶穌會的信中所提及的故事：元龜三年（1572），當時武田信玄正要上京，寫了封信給信長，並署名「天台座主沙門信玄」，而信長的回信就署名「第六天魔王信長」。但戰國史料中，並無信玄自稱天台座主的紀錄。信玄的僧籍，僅有在覺恕法親王的安排下，擔任過權僧正而已 。此外，《甲陽軍鑑》所收錄的信玄書信中雖有提及信長乃「天魔變化也」（《醍醐寺理性院文書》的抄本則寫成「天魔破旬變化也 」），但《甲陽軍鑑》存有大量內容與戰國史料不符的爭議，因此「天魔信長」僅能視為附會之說。

## 政策

### 天下布武

「天下布武」之印

- 通常解釋成「以武力取得天下」，如上所述信長將自己所在地改名岐阜時，即開始用「天下布武」印，岐阜的命名是取自中國周朝文王以岐山為根據地、日後君臨天下之意（阜為山丘之意），由此可窺信長志向。日後以岐阜為根據地，展開往後長達15年的統一日本之路。

### 宗教政策
- 信長雖稱其信仰宗教為日本佛教法華宗，使用「妙法蓮華經」等字樣作為軍旗，不過他對宗教並不甚虔誠，不但跟提供新式武器的耶穌會傳教士們過從甚密，還曾與許多佛教門派為敵，如天台宗比叡山、一向宗本願寺等對立，甚至因為消遣武田信玄而自稱為佛敵。及在安土城的石壁上採用地藏菩薩、墓石等事，都顯示出其矛盾。據路易斯·弗洛伊斯的記載，信長習於唯物論思考法、對神佛的存在、靈魂不滅等事基本上是不怎麼相信的，基本上是無宗教。由信長批評當時僧侶的蠻橫等。
- 一方面安土城天守內的最上兩層、壁畫採用以佛教、道教、儒教為題材的繪畫，對淨土真宗與天台宗延曆寺的宗教活動等也未予以禁止。一般認為可能信長並非否定宗教，而是考慮將其視為天下布武事業的一環，將現存宗教與政治分離、或政治上的宗教統一。
- 信長於安土城內安置了一個稱為「梵山」的大石，信長將其做為御神體（神聖的物體或神的化身），並要求家臣、領地人民去膜拜。[72]
- 信長曾在安土城下淨嚴院舉行佛教辯論大會「安土宗論」，讓日本佛教日蓮宗與淨土宗兩派僧侶激辯，裁判判定由淨土方面獲勝，信長還特別賞賜勝方銀子。

#### 基督教通融
據說信長曾經皈依日本佛教法華宗或是臨濟宗大德寺派，也使用「妙法蓮華經」等字樣作為軍旗，但他火燒天台宗比叡山，且終其一生都在和一向宗門徒對抗，不過，信長對從西洋傳來的基督教卻非常歡迎。信長的安土城下設有基督教的教堂，並且容許基督教的傳教士到日本傳教。信長統治市民的政策相對秀吉和家康比較寬鬆，對基督教也不例外。所以在安土桃山時代的基督教發展十分蓬勃，直到江戶時代初期才逐漸減退。信長除了因爲他實施寬鬆政策的作風而對基督教的傳入表示歡迎以外，主要是因爲信長認爲從西方傳來的高科技與軍火能夠更廣泛地傳入日本。從室町時代末期所傳入的火繩槍和戰國時代中期所傳入的大砲（即大筒），都是由西洋商人傳入日本的。

### 朝廷政策

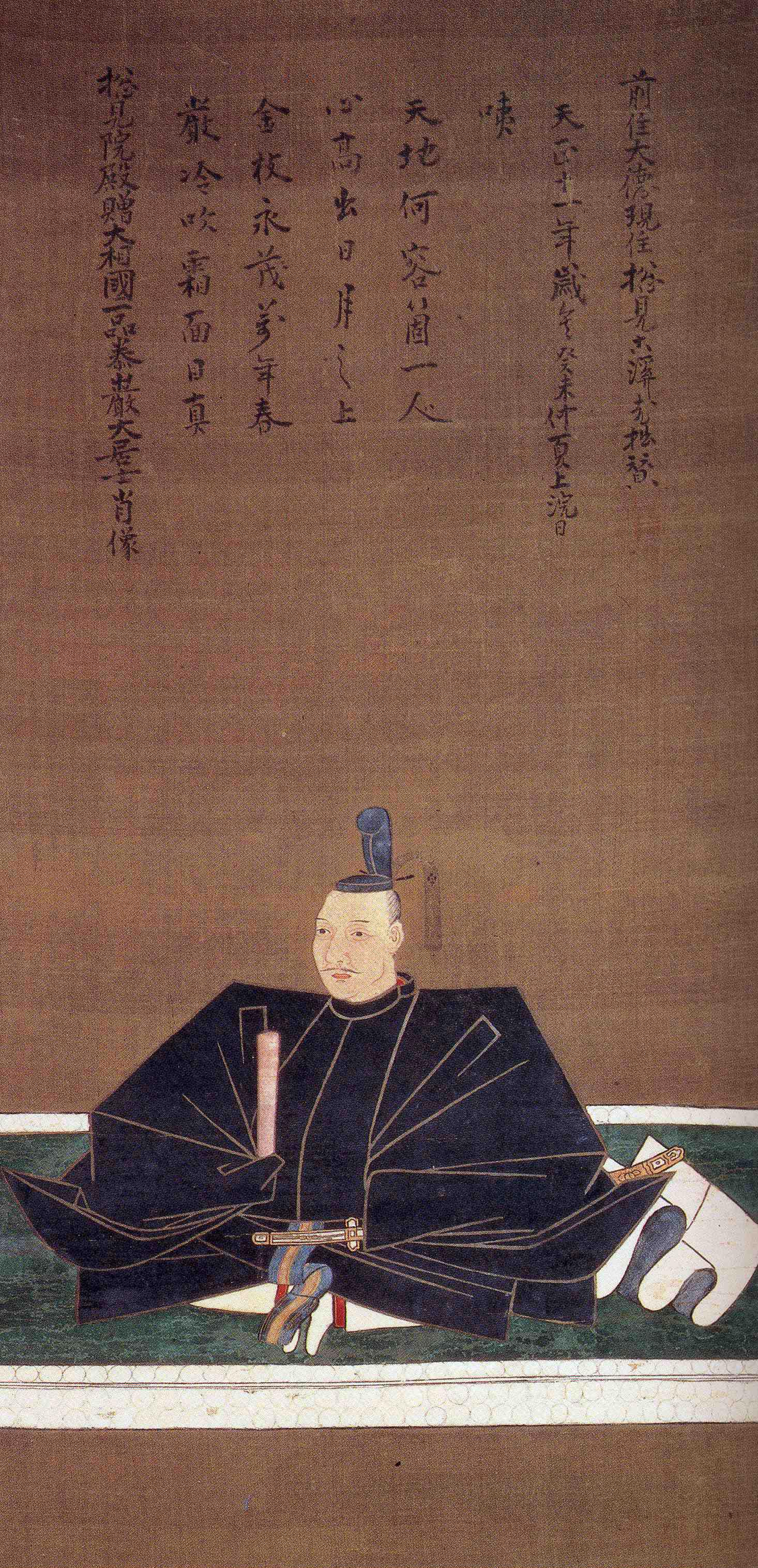
古溪宗陳繪絹本著色束帶織田信長像（天正十一年仲夏上浣，神戶市立博物館藏）

信長對朝廷天皇政策的考量有兩種完全相反的假說，其一說是「信長視朝廷為天下布武的障礙並考慮廢除朝廷」、另一說是「信長為實施自己的政策而有效利用朝廷的權威以使其正當化、至少在本能寺之變前，信長跟朝廷的關係都比日後的秀吉･家康還要密切。」在此稱前者為「輕視說」、稱後者為「尊重說」，之所以對信長與朝廷之間的事情有如此分歧的解釋，原因在於本能寺之變中有一說是朝廷參與除去信長、以及殘存史料並不完整的緣故。
- 正親町天皇的讓位問題
若據「輕視說」、信長對朝廷的政策是出錢也出口，並想要擁立一個聽從自己的話、像傀儡一般的天皇。天正元年（1573年）開始就對正親町天皇提出讓位的要求。但正親町天皇是老練的天皇，並非是個對信長言聽計從的人物，加上當時信長在各地的強敵環伺，天皇拒絕後即明快地不再要求。天正9年（1581年）的京都軍馬演練，除了展現織田軍的軍事實力外，也可說是對正親町天皇的施壓。
若據「尊重說」、希望讓位的反倒是正親町天皇。在當時若只憑天皇個人的意思並無法讓位，從天皇讓位後到新天皇就任等諸種儀式、營建原本天皇退位後的居所、以及為此而準備的移轉費用（天皇退位後的居所稱為仙洞御所，通常比京都中心的居所還需要更大的土地、包括移轉周圍公家的房子、寺院等）等一一完成，才有可能實現。也就是說能讓天皇讓位者，必須負擔龐大的經費。而於天正年間能做到此事的人只有信長，反過來說即使天皇希望讓位，只要信長不同意，讓位是不可能的。天正9年（1581年）的京都軍馬演練後，正親町天皇向信長傳達希望退位之意，根據朝廷內部資料的『御湯殿上日記』中記載到同年3月24日若讓位一旦決定則「可喜可賀」，而『兼見卿記』則記載於4月1日轉為中止。這可認為是信長最終並沒有同意接受天皇的讓位。之後、羽柴（豐臣）秀吉被以建造仙洞御所的功勞的表面理由昇為關白，這一點亦值得留意。
- 天正9年京都軍馬演練
根據「輕視說」，針對不回應讓位的正親町天皇而感到不滿的信長透過於天正9年舉行的京都軍馬演練，除了展示織田軍力量的同時也可說是對正親町天皇的施壓。
根據「尊重說」，此年為正親町天皇的妃子、即儲君誠仁親王的母親萬里小路房子的死去，宮中左義長（火祭的一種）的規模縮小沒有在宮廷外舉行。一方面由於信長在安土城舉行了相當大規模的左義長，天皇方為了撫慰失去母親的親王而向信長提出希望能在京都御所重現其景。為此請求的演出，是考量出此次軍馬演練的開端。根據『信長公記』所提，信長的服裝和軍事行動時完全不同。並由前關白近衛前久等公家代表亦自信地騎馬參加此次軍馬演練等事，否定這是信長對朝廷施壓的軍事目的，據公記的看法認為這是宣傳京都的恢復和平以及對天皇的禮遇，並藉此顯示尊重朝廷的態度等政治目的。加上正親町天皇欣喜於軍馬演練時受到信長的禮遇，除送信給信長並賜高級服裝予信長外，連信忠也受到獎賞。因此也有人提出「如此一來，豈非全無施壓的效果嗎？」對輕視說做出反論。
- 信長與官職
據「輕視說」，信長於1578年4月辭去右大臣兼右近衛大將後，就沒有就任官職了。而辭官前月，信長擔憂的最後強敵・上杉謙信死去、享年49歲。謙信死去後，窺視京都並足以對抗信長的地方勢力不再存在。石山本願寺早已喪失部分戰力、武田氏、毛利氏、大友氏也沒有往年的強大。跟關東240萬石的後北條氏也建立了同盟關係，同時與當家的氏直締結了婚姻關係。因此可認為信長已經不再需要借用朝廷的力量。1582年5月本能寺之變前，正親町天皇對信長提出從征夷大將軍・太政大臣・關白此三官職中擇一後，賜與信長該官職的條件想藉此與信長妥協。然而信長並沒有接受朝廷的官位。(三職補任問題)。
據「尊重說」，信長並非不在乎官位。原本大臣級的大臣辭官後成為散位（無官）狀態的事情並不稀奇，要說現任大臣與前任大臣的差別，於已然形式化的朝廷儀式中只是席次順序的差別。再者、於辭去右大臣的文章中已經包含了希望晉升於名目上已為織田家家督的嫡男信忠一文（當時的貴族社會慣例是高官辭任後、任用其嫡男）。信長的辭官可能單單只是希望其後繼者信忠的昇官。(但是朝廷方希望優先晉升信長，所以無法讓信忠晉升)。而且信長對右大臣兼任的右近衛大將頗為執著，本來信長接受德大寺公維讓出來的權大納言官職時，約定好將來晉升大臣時，將右大將讓出。而為對抗尚未辭任征夷大將軍的足利義昭，信長一直佔著右大將的官職，也因遲遲未實現讓出官職的諾言，導致公維方提出了抱怨（『言繼卿記』）。因此辭去右近衛大將跟右大臣是沒辦法的事。接著據三職補任問題所提到開給信長的條件，可認為是由於時間接近本能寺之變的發生，導致信長沒有時間回覆其意願。更進一步的見解是認為信長已經非正式地同意就任太政大臣。本能寺之變後7月17日，羽柴秀吉寫給毛利輝元的信裡稱信長為「大相國」，但賜官太政大臣一事於宮中提到時已是3個月後的事了，另外於賜官的詔令中提到「重而太政大臣」等文字、兩次提到針對太政大臣使用的遣詞用句等已知事實以及本能寺之變前不久近衛前久突然辭去太政大臣等事，為此說的根據。

### 商業政策
- 信長掌權期間，參照今川假名目錄第24條，撤除國境上不必要的關所（收取過路關稅的檢查站）及模仿今川氏真等人設立樂市樂座（自由市場），收回由寺廟分配的經商權，鼓勵自由貿易，並經由傳教士發展對外貿易（南蠻貿易）、設立唐人方進行對中國的貿易。土地方面，透過檢地以確立對領土的支配。
- 信長也會因應各地不同狀況和統治需求，容許部分大商家擁有某種商品的獨佔經銷權，如保留越前商人橘屋擁有輕物座，水野範直在尾張有鐵製品販售的專賣權等。
- 由於長期戰亂，錢幣經多年使用後優劣不一，為了避免劣幣驅逐良幣，信長推動撰錢令，明訂優質錢幣和劣質錢之間的兌換比率，穩定商業基礎。

### 戰略
- 戰略方面，細心專注削弱對手力量，如果敵人兵力較多時，會比較慎重起來，桶狹間之戰突襲敵方大本營，使敵兵崩潰是當中的代表。週邊的強力大名如武田信玄、上杉謙信跟毛利元就、伊達輝宗等亦會使用送贈禮品或聯姻以保持關係，貫徹遠交近攻的謀略。但是之後以少鬥多的情況下，有時候會考慮不等待援軍即與敵軍交戰。
- 織田軍足輕的行軍機動性高，如本圀寺之變，正常需要三日時間結果僅用兩天（當時有雪）便抵達，『信長公記』更記載到「五日發生戰事，明智光秀的信使花一天就跑了這所謂的三日120公里路程，六日到歧阜通知信長」的事蹟，結果織田軍的行動力在攝津與三好軍對峙時，在接到淺井朝倉聯合軍接近攻擊織田家在近江的領地時，便馬上急速返回京都，達到預期調動軍隊之成效。其家臣羽柴秀吉在後來的「中國大返還」以及「賤岳之戰」中，也大大發揮了織田軍快速機動的行軍能力。
- 紀律方面，除上洛之際嚴禁騷擾敲詐寺社及商家外，對於「人狩」（販賣人口）及「亂取」（搶劫百姓）者之處罰亦非常嚴重，以織田軍大部分是職業足輕而非其他大名的農民兵而論，這在當世是非常有條理的，甚至有武將因好奇而掀起婦孺頭蓋而遭當場處死的情形。

### 嗜殺
- 以火燒比叡山延曆寺最為有名（但現代考證結果發現比叡山並沒有被火燒過的痕跡），此外有燒殺長島一向一揆的投降者，對付叛徒荒木村重時，由於荒木村重本人拒絕交出尼崎城跟花隈城，導致家臣及家人均被信長下令殺害等事件。天正9年（1581年）、信長攻擊高野山殺害高野山僧人。

### 內政
- 天正2年（1574年）起陸續開始整頓領國內的街道，增強交通性能，也有加快軍事調動速度的作用。

## 系譜
- 先祖
織田為其苗字，族姓則有三說：平氏、忌部氏或藤原氏，一般認為忌部說可能性較高。
  - 織田久長－織田敏定－織田信定－織田信秀－織田信長
- 妻妾
  - 正室：濃姬（養華院）
  - 側室：生駒吉乃
  - 側室：阿鍋之方（興雲院）
  - 側室：原田直子
  - 側室：阪氏（織田信孝的母親）
  - 側室：土方氏
  - 側室：慈德院殿（織田信忠的乳母）
- 兒子

（按長幼排列）
1. 織田信正（織田信長的庶長子、織田信廣的養子）
2. 織田信忠（信長的嫡長子）
3. 織田信雄／北畠具豐（北畠具教的養子）
4. 織田信孝／神戶三七郎（神戶具盛的養子）
5. 羽柴秀勝（羽柴秀吉的養子）
6. 織田勝長（先後為遠山景任和武田信玄的養子）
7. 織田信秀
8. 織田信高
9. 織田信吉
10. 織田信貞
11. 織田信好
12. 織田長次

- 女兒

1. 長女：德姬（見星院，德川信康妻）
2. 次女：冬姬（相應院，蒲生氏鄉妻）
3. 三女：秀子（日榮，筒井定次正室）
4. 四女：永姬（玉泉院，前田利長妻）
5. 五女：報恩院（丹羽長重妻）
6. 六女：三之丸殿（姊夫蒲生氏鄉收為養女。豐臣秀吉側室。二條昭實繼室。）
7. 於振（水野忠胤妻。佐治一成繼室）
8. 鶴姬（中川秀政妻）
9. 女（萬里小路充房妻）
10. 女（德大寺實久妻）

- 孫子

1. 織田秀信（織田信忠之子）
2. 織田秀則（織田信忠之子）
3. 織田秀雄（織田信雄之子）
4. 織田高雄（織田信雄之子）
5. 織田信良（織田信雄之子）
6. 織田高長（織田信雄之子）
7. 織田信為（織田信雄之子）
8. 織田良雄（織田信雄之子）
9. 織田信衡（織田信正之子）

- 養子

五宮邦慶親王（誠仁親王第五皇子）
- 養女

1. 勝龍院殿
2. 遠山夫人（武田勝賴正室）
3. 女（二條昭實妻）
4. 織田信廣之女（丹羽長秀妻）

- 姪子

1. 織田信澄（織田信勝之子）
2. 織田信重（織田信包之子）
3. 織田長孝（織田長益之子）

- 一門眾

1. 織田信次
2. 織田信兼
3. 織田信張
4. 織田信直
5. 織田信氏
6. 織田忠辰
7. 織田信光
8. 織田信成
9. 織田信昌
10. 織田信清
11. 織田信益
12. 織田信弌

## 家臣
- 柴田勝家、瀧川一益、丹羽長秀、明智光秀、羽柴秀吉、林秀貞、佐久間信盛、森可成、池田恒興、前田利家、佐佐成政、佐久間盛政、森長可、原田直政、竹中半兵衛
- 織田四天王－柴田勝家、瀧川一益、丹羽長秀、明智光秀
- 織田五大將－柴田勝家、瀧川一益、丹羽長秀、明智光秀、羽柴秀吉
- 京都所司代－村井貞勝
- 京都奉行－村井貞勝、丹羽長秀、明智光秀、羽柴秀吉、松井友閑
- 女婿－蒲生氏鄉、筒井定次、丹羽長重、前田利長、松平信康、佐治一成、水野忠胤、二條昭實、萬里小路充房、德大寺實久
- 右筆 ：武井夕庵、楠木正虎
- 側近衆－堀秀政、長谷川秀一、菅屋長賴、萬見重元
- 小姓衆－森蘭丸、森力丸、森坊丸、高橋虎松、伊藤蘭丸祐道
- 其他家臣－九鬼嘉隆、細川幽齋、不破光治、齋藤長龍、坂井政尚、荒木村重、池田勝正、武井夕庵、美濃三人衆、加藤順盛、拜鄉家嘉、下方貞清、武藤舜秀、松井友閑、林通政、三好康長、溝口秀勝、石田三成、赤松義祐、彌助等人
- 附屬大名－松永久秀、筒井順慶、十河存保、宇喜多直家、德川家康（同盟）等人。

## 評價

### 正面
一色重熈所著的《續日本史》評價織田信長：「信長行兵雖無部曲之法，雲奔飆馳變態不定，而出於敵之不意，擊於敵之未備，以一朝併殆齋藤、六角、朝倉、淺井數氏，不令之復有焦類矣，其用人雖無撰舉之科，簡拔俊乂不拘門地，抽豐臣於奴僕，舉佐佐、前田於行伍，取細川、稻葉於降士，擢瀧川於刑餘，招九鬼於海島，柴田輩作叛逆，猶能優容之，且予以大封，不敢吝惜焉，諸將不得報之不以義也，故陵犯矢石暴露原野，而毫無有沮懾之色，若者欲蹙其國，不可得矣。信長既體茲功不敢自驕，而挾翼王室，不失臣節，撫育萬民，不違君道，以得上下之心，自非霸主，安能至此乎，一躓覆其家，不啻一信長之不幸，實天下之不幸也。」
中井積善所寫的的《逸史》評價織田信長：「嗚呼織田氏，以回山倒海之勢，頓受制於螻蟻，亦其驕暴自速也已。爭奪之世，豺狼其心者，不特一光秀，則復誰咎乎。有國者足取鑒戒矣。然世睹其不令終，徃徃詬之不容口焉。至於其有功乎名教者，則槩乎不錄，抑亦頗矣。夫足利氏之季，王室極其衰，織田氏定霸於其際，威振中原，既不竢有挾，而能不忘所尊。以攻伐倥傯，支費廣闊之日，營禁宮，辨供御，修缺舉廢，慶覃搢紳。比諸木曾、北條悖逆滔天者，薰蕕相反矣。且其不惑乎異端邪妄之說，不為無所見，乃燔比叡山，屠長嶋，擠大阪，殺凶焰以惠後世。假之數年，以就其志乎。則彼誣惑之尤者，或幾乎熄惜夫，予故不欲以其涼德而沒其偉跡也。」
近藤瓶城編撰的『日本史記』也敘述：「織田氏之興蓋有五善焉，尊朝廷，舉興廢，一也。佐將軍，討叛賊，二也。嚴政令，禁貪暴，三也。任才能，錄有功，四也。弛徭役，輕賦稅，五也。信長雖有蓋世之氣，拔山之力，非有此五善以服人心，則安得其興之速，如此其勃焉乎哉。」
賴山陽所寫的《日本外史》評價織田信長：「往時平安故老。有及覩元龜間事。言其時宮闕隳廢。群兒入頹垣中。搏土爲戱。及織田公來。始有可觀云。夫應仁以還。海內分裂。輦轂之下。每爲兵馬馳逐之場。非右府。誰能闢除草萊。以再造王室哉。及朝廷醻其功。擬以征夷之拜。則辭不受。蓋將家與王室。俱極衰頹。名重實輕。不猶所謂大將軍告身僅直一醉者耶。右府志在混同海宇。不欲遽冒虛名爾。視之彼假關東管領以誇隣國者。其器量固有間焉。抑朝廷名器。不足輕重天下豪傑。至於如此。挾焉以令天下。天下未必聳動也。而右府爲之扶植經紀。懃懃不置。是其高義雖謂凌齊桓而駕晋文可也。當是之時。群雄之割據方隅者。環視傍觀。而莫能出於此。其日夜所務以代眠食者。曰。戰而已矣。而其所謂戰。徒較勝負於銖兩之間。拏攫搏囓。以爭尋常。如武田上杉北條毛利。槪無不然。獨右府以超世之材。籠葢而取之。其視武田上杉。猶我藩籬。使其相持不決。日費其財賦。月敝其甲兵。適足以隔閡我東面。而我得以專力經略畿甸。畿甸已定。西面以臨毛利氏。如拉枯摧朽耳。於是我疆土益大。兵力益強。以強大之我。加費敝之敵。上杉武田固不能支我。而北條氏孤立矣。則東國皆可圖也。是其成算。夙定於胸中。奚必較區區勝敗哉。猶夫奕碁也。天下群雄。方守角依傍。而右府獨以全局制其勝。可不謂之超世之才歟。然定數百年分裂之世。如治盤根錯節。必以鋤蹷斬斷見功。其間必有大矯拂人心者。而取之甚難者。持之必太急。待將帥。御臣民。不能無猜忍刻厲之病。所以中道遭禍。亦勢之必至。不足深咎也。昔周世宗以英明之資。而抱混一之志。不牽衆言。厲精進取。雖半途而沒。而能開趙宋之業。右府之迹葢似之矣。而豐臣氏以右府將校。繼其成緒。能就其志。而至於尊王之義。經營四方之略。無一不師右府者。卽德川氏之興。亦不能不因此。以致王室將家竝見今日之盛。佐成大業。藩屏四方者。槪係右府所置焉。則謂之右府之業。亦何不可。譬之築室。治其蕪穢。鏟其高卑。而又爲之鳩其材木。使後人加之繩墨斧斤。成而居之。嗚呼。其勞寧可沒也。」

### 負面
新井白石在《読史余論》中評論織田信長:「綜觀（信長）此人，天性殘忍，還以欺詐之力得志。然而他不得善終，自作自受，並非不幸。（すべてこの人（信長）、天性残忍にして、詐力をもって志を得られき。されば、その終りを 善くせられざりしこと、自ら取れる所なり。不幸にあらず。）」
臨濟宗僧侶集雲守藤在文書中稱織田信長是「黑鼠」、「平清盛再臨」、「雖然是統領20國的大大名，但對公家輕漫，令百姓苦惱。過於殘酷的政治，暴舉數不勝數。最終死於本能寺，大家都拍掌稱快， 天下安定」

## 登場作品
小說
- 信長（筑摩書房、坂口安吾著）
- 桶狹間（講談社、井上靖著）
- 織田信長（講談社、山岡莊八著）
- 炎之柱 織田信長（德間書店、大佛次郎著）
- 國盜物語（新潮社、司馬遼太郎著）
- 寸法武者 八切意外史5（講談社、八切止夫（日语：八切止夫）著）
- 安土往還記（筑摩書房、辻邦生（日语：辻邦生）著）
- 天目山之雲（角川書店、井上靖著）
- 下天是夢（日语：下天は夢か）（講談社、津本陽（日语：津本陽）著）
- 決戰之時（講談社、遠藤周作著）
- 織田信長（富士見書房、鷲尾雨工（日语：鷲尾雨工）著）
- 鬼與人：信長與光秀（PHP研究所、堺屋太一著）
- 炎之人 信長（德間書店、桑原讓太郎（日语：桑原譲太郎）著）
- 峻烈（講談社、安部龍太郎著）
- 信長燃燒（新潮社、安部龍太郎著）
- 信長之棺（日语：信長の棺）（文藝春秋、加藤廣（日语：加藤廣）著）
- 霸王之夢（幻冬舍、津本陽（日语：津本陽）著）
- 信長的野望（光榮、童門冬二（日语：童門冬二）著）
- 殿下將臨！（日语：殿がくる!）（集英社、福田政雄（日语：白石かおる）著）
- 織田信長（武陵出版社、風卷絃一著・徐慶芳譯）
- 淺草鬼妻日記（富士見書房、友麻碧著）

影視劇
- 織田信長（日语：織田信長 (映画)）（1940年、日活、演：片岡千惠藏（日语：片岡千恵蔵））
- 凸凹太閤記（日语：凸凹太閤記）（1953年、大映、演：黑川彌太郎（日语：黒川弥太郎））
- 太閤記（1957年、NTV、演：服部哲治）
- 太閤記（1958年、松竹、演：松本幸四郎（日语：松本白鸚 (初代)））
- 少年信長（日语：若き日の信長）（1959年、大映、演：市川雷藏）
- 風雲兒織田信長（日语：風雲児 織田信長）（1959年、東映、演：中村錦之助（日语：萬屋錦之介））
- 新書太閤記（日语：新書太閤記#テレビドラマ）（1959年、MBS、演：尾上鯉之助）
- 敵在本能寺（1960年、松竹、演：田村高廣）
- 反逆兒（日语：反逆児 (1961年の映画)）（1961年、東映、演：月形龍之介）
- 織田信長（日语：織田信長 (1962年のテレビドラマ)）（1962年、ABC、演：林真一郎）
- 忍者（1962年、大映、演：城健三朗）
- 德川家康（1964年、NET、演：津川雅彥 → 芦田伸介（日语：芦田伸介））
- 少年信長（日语：若き日の信長#テレビドラマ）（1964年、CX、演：市川猿之助（日语：市川猿翁 (2代目)））
- 大話太閤記（日语：ホラ吹き太閤記）（1964年、東宝、演：哈納肇（日语：ハナ肇））
- 太閤記（日语：太閤記 (NHK大河ドラマ)）（1965年、NHK大河劇、演：高橋幸治）
- 武田信玄（日语：武田信玄 (1966年のテレビドラマ)）（1966年、NTV、演：島田順司）
- 戰國艷物語（日语：戦国艶物語#第一部・お市編）（1969年、ABC、演：佐藤慶）
- 天與地（1969年、NHK大河劇、演：杉良太郎）
- 青春太閤記（日语：青春太閤記 いまにみておれ!）（1970年、NTV、演：佐藤允）
- 國盜物語（日语：国盗り物語 (NHK大河ドラマ)）（1973年、NHK大河劇、演：高橋英樹）
- 新書太閤記（日语：新書太閤記#新書太閤記（NETテレビ））（1973年、NET、演：高橋悦史）
- 黃金的日子（日语：黄金の日日）（1978年、NHK大河劇、演：高橋幸治）
- 影武者（1980年、東寶、演：隆大介）
- 女太閤記（1981年、NHK大河劇、演：藤岡弘）
- 幻之湖（日语：幻の湖）（1982年、東宝、演：北大路欣也）
- 德川家康（1983年、NHK大河劇、演：役所廣司）
- 女子們的大坂城（日语：女たちの大坂城）（1983年、YTV、演：勝新太郎）
- 太閤記（日语：太閤記 (1987年のテレビドラマ)）（1987年、TBS、演：、演：松方弘樹）
- 武田信玄（1988年、NHK大河劇、演：石橋凌）
- 德川家康（日语：徳川家康 (1988年のテレビドラマ)）（1988年、TBS、演：山城新伍）
- 春日局（1989年、NHK大河劇、演：藤岡弘）
- 利休（日语：利休 (映画)）（1989年、松竹、演：松本幸四郎）
- 本覺坊遺文 千利休（日语：本覚坊遺文 千利休）（1989年、東宝、演：小林功）
- 織田信長（日语：織田信長 (1989年のテレビドラマ)）（1989年、TBS、演：渡邊謙）
- 阿市御寮人（1989年、NTV、演：萩原健一）
- 戰國亂世的暴君 齋藤道三 奪取天下的怒濤（日语：戦国乱世の暴れん坊 齋藤道三 怒涛の天下取り）（1991年、ANB、演：仲村亨）
- 武田信玄（日语：武田信玄 (1991年のテレビドラマ)）（1991年、TBS、演：渡邊裕之）
- 信長KING OF ZIPANGU（1992年、NHK大河劇、演：緒形直人）
- 風林火山（日语：風林火山 (1992年のテレビドラマ)）（1992年、NTV、演：竹内力）
- 獲取天下的男人 豐臣秀吉（日语：天下を獲った男 豊臣秀吉）（1993年、TBS、演：世良公則）
- 德川武藝帳 柳生三代的劍（日语：徳川武芸帳 柳生三代の剣）（1993年、TX、演：藤枝政巳）
- 森蘭丸：戰國騰躍的若獅子（日语：森蘭丸〜戦国を駆け抜けた若獅子〜）（1993年、TVA、演：林隆三）
- 織田信長（日语：織田信長 (1994年のテレビドラマ)）（1994年、TX、演：高橋英樹）
- 豐臣秀吉 獲取天下！（日语：豊臣秀吉 天下を獲る!）（1995年、TX、演：宅麻伸）
- 影武者織田信長（1996年、ANB、演：藤田真（日语：藤田まこと））
- 秀吉（1996年、NHK大河劇、演：渡哲也）
- 德川之女（日语：徳川の女）（1997年、TX、演：加藤剛）
- 織田信長 取得天下的傻瓜（日语：織田信長 天下を取ったバカ）（1998年、TBS、演：木村拓哉）
- 家康最恐懼的人 真田幸村（日语：家康が最も恐れた男 真田幸村）（1998年、TX、演：夏八木勳（日语：夏八木勲））
- 利家與松（2002年、NHK大河劇、演：反町隆史）
- 太閤記 被喚為猴子的男人（日语：太閤記 サルと呼ばれた男）（2003年、CX、演：藤木直人）
- 戰國自衛隊1549（2005年、東寶、演：恩田括）
- 國盜物語（日语：国盗り物語#新春ワイド時代劇版）（2005年、TX、演：伊藤英明）
- 太閤記 獲取天下的男人・秀吉（日语：太閤記〜天下を獲った男・秀吉）（2006年、EX、演：村上弘明）
- 信長之棺（日语：信長の棺#テレビドラマ）（2006年、EX、演：松岡昌宏）
- 功名十字路（2006年、NHK大河劇、演：館廣（日语：館ひろし））
- 風林火山（2007年、NHK大河劇、演：佐久間二郎）
- 茶茶 天涯的貴妃（2007年、東映、演：松方弘樹）
- 敵在本能寺（2007年、EX、演：玉木宏）
- 明智光秀 不被神眷顧的男人（日语：明智光秀〜神に愛されなかった男〜）（2007年、CX、演：上川隆也）
- 德川家康與三個女子（日语：徳川家康と三人の女）（2008年、EX、演：中村敦夫）
- 天地人（2009年、NHK大河劇、演：吉川晃司）
- 大盗石川五右卫门（2009年、松竹、演：中村橋之助（日语：中村芝翫 (8代目)））
- 火天之城（日语：火天の城#映画）（2009年、東映、演：椎名桔平）
- 一代茶聖千利休（日语：利休にたずねよ#映画）（2009年、東映、演：伊勢谷友介）
- 寧寧：女太閤記（2009年、TX、演：村上弘明）
- 江~公主們的戰國~（2011年、NHK大河劇、演：豐川悅司）
- 戰國疾風傳 二人軍師（日语：戦国疾風伝 二人の軍師 秀吉に天下を獲らせた男たち）（2011年、TX、演：加藤雅也）
- 濃姬（日语：濃姫 (テレビドラマ)）（2012年、EX、演：城田優）
- 清須會議（日语：清須会議 (小説)#映画）（2013年、東寶、演：篠井英介）
- 信長的主廚（2013年、EX、演：及川光博）
- 女信長（2013年、CX、演：天海祐希）
- 信長協奏曲（2014年、CX、演：小栗旬）
- 軍師官兵衛 （2014年、NHK大河劇、演：江口洋介）
- 真田丸 （2016年、NHK大河劇、演：吉田鋼太郎）
- 信長燃燒（日语：信長燃ゆ#テレビドラマ）（2016年、TX、演：東山紀之）
- 花戰（日语：花戦さ）（2017年、東映、演：中井貴一）
- 本能寺酒店（2017年、東寶、演：堤真一）
- 女城主 直虎 （2017年、NHK大河劇、演：市川海老藏）
- 我的金崎（日语：FNS27時間テレビ (2017年)）（2017年、CX、演：大杉漣）
- 電影刀劍亂舞（2019年、東寶、演：山本耕史）
- 麒麟來了（2020年、NHK大河劇、演：染谷將太）
- 武士成為麥當勞店員（日语：武士が、マックで店員になった件。）（2022年、KTV、演：伊藤淳史）
- 新・信長公記～同班同學是戰國武將～（2022年、NTV、演：永瀨廉）
- 怎麼辦家康（2023年、NHK大河劇、演：岡田准一）
- THE LEGEND & BUTTERFLY（2023年、東映、演：木村拓哉）
- 豐臣兄弟！（2026年、NHK大河劇、演：小栗旬）

動漫畫
- 織田信長（日语：織田信長 (山岡荘八・横山光輝の漫画)）（講談社、山岡莊八著・橫山光輝畫）
- 鬼眼狂刀（講談社、上條明峰作）
- 戰國（講談社、宮下英樹（日语：宮下英樹）作）
- 戰國天正記（講談社、宮下英樹作）
- 戰國一統記（講談社、宮下英樹作）
- 戰國權兵衛（講談社、宮下英樹作）
- 戰國外傳：桶狹間戰記（講談社、宮下英樹作）
- TENKA FUBU信長（講談社、長手由佳（日语：ながてゆか）作）
- 孔雀王（集英社、荻野真作）
- 瀛男（日语：MISTERジパング）（小學館、椎名高志作）
- 信長（日语：信長 (漫画)）（小學館、工藤和也（日语：工藤かずや）作・池上遼一畫）
- 信長協奏曲（小學館、石井步作）
- 信長之槍（EARTH STAR Entertainment、久正人（日语：久正人）作）
- 戰國strays 時空迷遊抄（史克威爾艾尼克斯、七海慎吾作）
- 漂流武士（少年畫報社、平野耕太作）
- 織田信奈的野望（角川書店、春日御影作・青刃時雨（日语：青刃時雨）畫）
- 信長戰記（LEED社（日语：リイド社）、河野一朗作）
- 信長老师的年幼妻子（雙葉社、紺野安須（日语：紺野あずれ）作）
- 愚者信長（配音：宮野真守）
- 戰刻夜想曲（配音：森川智之）
- 胡蝶綺 ～少年信長～（配音：小林裕介）
- 織田肉桂信長（Coamix（日语：コアミックス）、目黑川宇奈作、配音：堀內犬友）
- 新·信長公記～信長君與我～（講談社、甲斐谷忍作）
- 金光布袋戲 金光御九界之魆妖紀 金光御九界之鬼途奇行錄（金光多媒體國際有限公司作）

遊戲
- Crash Fever
- 信長之野望系列（光榮、配音：石川英郎）
- 戰國無雙系列/無雙OROCHI系列（光榮、配音：小杉十郎太、島崎信長）
- 决战系列（光榮、配音：置鯰龍太郎）
- 太閤立志傳系列（光榮）
- 毛利元就－三箭之誓（光榮、配音：中井和哉）
- 天下人（SEGA）
- 戰神（GENKI）
- 戰國BASARA系列（CAPCOM、配音：若本規夫）
- 英傑傳系列－織田信長傳
- 鬼武者系列（CAPCOM）
- 櫻花大戰V～再見親愛的人～（SEGA、配音：小杉十郎太）
- 戰國蘭斯（Alicesoft）
- 如夢似幻（Yume Maboroshi no Gotoku）
- 天下統一系列（System Soft）
- 機甲鬥神傳online（csoft）
- 怪物彈珠
- 閃電十一人GO2 時空之石
- 伊忍道 打倒信長（SFC）
- 神影萬花鏡～時空約定
- Pokémon+信長的野望（NDS）
- Fate/Grand Order (TYPE-MOON、配音：釘宮理惠)
- 美男戰國～穿越時空之戀（配音：杉田智和）
- Crash Fever
- 仁王（光榮、配音：襟川陽一）
- 文明帝國5
- 霸王之野望
- 在茜色世界與君詠唱（配音：中井和哉）

音樂
- 織田信長（1990年、唱：聖飢魔II）

廣告
- 東京瓦斯（演：瀧正則（日语：ピエール瀧））
- 豐田汽車ReBORN系列（演：木村拓哉）

模型玩具
- 真空路守 NO.2信長張斬
- Doyusha童友社兜kabuto  織田信長
- 機甲武士劍半藏
- bb戰士 武者烈傳 武化舞可編卡比坦卿（信長形態／六天魔王型態）
- bb戰士 NO.344 SD戰國傳 武神降臨篇織田信長頑駄無